# Hector Berlioz
Louis Hector Berlioz (La Côte-Saint-André, 1803. december 11. – Párizs, 1869. március 8.) francia romantikus zeneszerző, karmester, író, zenekritikus.
Orvosi tanulmányait félbehagyva tért át a zeneszerzésre. Miután a párizsi konzervatóriumban tanulva, több ízben pályázott sikertelenül a Római Díjra, 1828-ban megrendezte első nyilvános szerzői estjét. 1830-ban, a Fantasztikus szimfónia befejezése után, Szardanapál utolsó éjszakája című kantátájával végre elnyerte az áhított elismerést, és Rómába utazott, ahol azonban nem találta helyét, és félbeszakítva az ösztöndíj feltételéül szabott ott-tartózkodást, visszatért a francia fővárosba. 1833-tól mint zeneíró és -kritikus működött. Egész élete során úgy érezte, hogy a párizsi közönség nem értékeli kellőképpen művészetét. Nem sikerült tanári állást szereznie a konzervatóriumban, és az Opérában sem alkalmazták karmesterként. Zűrös magánéletéből a belgiumi és a németországi hangversenykörutak jelentettek számára menekülést. Később Közép-Európába is eljutott, így többek között Pestre is.
Műveinek java programzene, irodalmi eredetű témák feldolgozása, fantáziadús zenei színekkel. Jellemző vonásuk az egységet biztosító visszatérő téma. Elismert karmester volt. Művei nyitányok, szimfóniák, kórusművek, operák, dalok. Meghangszerelte a Rákóczi-indulót, és belefoglalta a Faust elkárhozása című szimfonikus művébe. Leghíresebb műve a Fantasztikus szimfónia, amelyben először alkalmazta a tételeken végigvonuló vezérmotívumot, amely mindig új hangulatot, érzelmet hoz. Az elsők között volt, akik a művész legbensőbb érzéseit, szenvedéseit zenei vallomássá, programzenei alkotássá formálták. Hangszereléstana máig alapvető kézikönyv, ő a máig érvényes, modern szimfonikus hangzás megteremtője: nagy létszámú zenekarra, kórusra írta műveit; és az alapvető ütőhangszerek nála nyerték el állandó helyüket a zenekarban. Élete utolsó szakaszában fordult az operaszínpad felé, ekkor írta meg nagy sikerű nagyoperáját A trójaiak címmel. Az utókorra gyakorolt hatását tekintve az egyik legfontosabb romantikus alkotónak tekinthető, mely hatás a Liszt Ferencen, Wagneren, Verdin és Mahleren át egészen Richard Straussig húzódó szimfonikus ív számos jelentős zeneszerzőjének műveiben megfigyelhető.

## Életpályája

### Gyermekkora

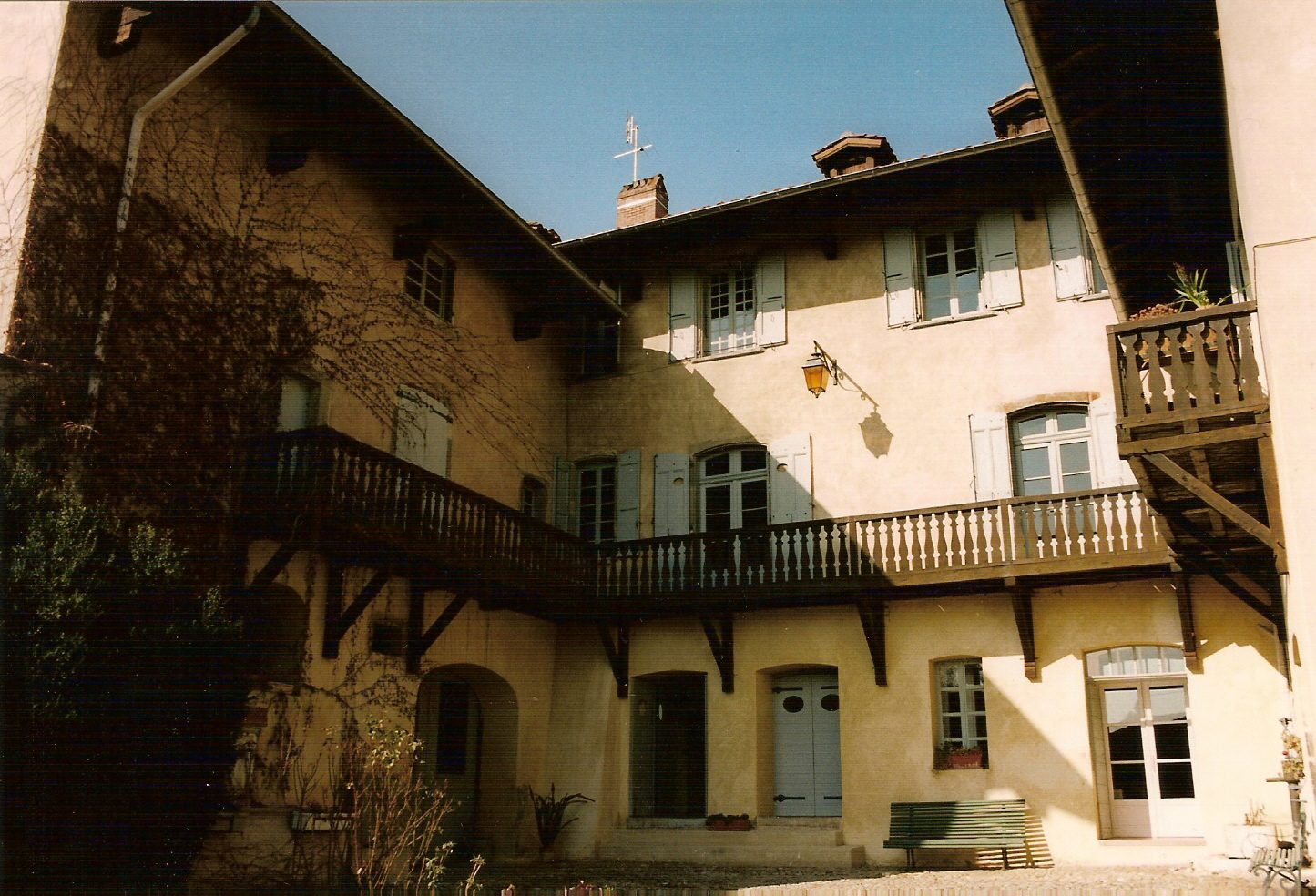
Berlioz szülőháza

Louis Hector Berlioz 1803. december 11-én született a franciaországi La Côte-Saint-Andrében. Apja Louis Joseph Berlioz, régi, gazdag nemesi család sarja volt, aki a tudomány iránti rajongásból orvos lett. Mivel Napóleon rendeletére bezárták a kolostori iskolát, ahová Hectort is beíratta, maga vette kézbe fia nevelését, ő tanította meg a család régi flageolettjén játszani. Az ifjú Berlioz hamar megismerte a latin klasszikusokat (Horatius, Vergilius, Ovidius) valamint a francia irodalom nagyjait (Jean-Pierre Claris de Florian, Jacques-Henri Bernardin de Saint-Pierre, Charles Hubert Millevoye). Anyja katolikus nevelésben részesítette. Az egyik szomszédos házban nyaranként egy Gautier nevű asszony lakott unokahúgaival. Egyikük, a 18 éves Estelle volt az ifjú Berlioz első szerelme. Ekkor még csak 12 éves volt, de a szerelem emlékét élete végéig megőrizte. Apja felfigyelt fiának tévedhetetlenül biztos hallására, és megtanította a hangjegyolvasásra. Néhány gazdagabb falubeli segítségével sikerült a lyoni színház egyik muzsikusát Saint-Andréba szerződtetnie, hogy fuvolázni tanítsa fiát. Következő zenetanára ugyan tapasztaltabb volt, mint a lyoni muzsikus, de ő is csak hangszerjátékhoz értett: Hectort és idősebb nővérét, Nancit tanította gitározni. A családi ház hamarosan a műkedvelő muzsikusok találkozóhelye lett, akiket az ifjú Hector fuvolajátékával szórakoztatott. Komponálással akkor próbálkozott először, amikor apja régi könyvei között megtalálta Charles Simon Catel és Jean-Philippe Rameau összhangzattani tanulmányait. Jóval halála után találtak egy füzetet egyik gyermekkori barátjánál, megzenésített dalokkal, amelyekhez Berlioz írta a gitárkíséretet. Valószínűleg ezek voltak első zeneszerzői munkái. A dalok Nicolas Dalayrac, François-Adrien Boieldieu, Nicolas Dezède és Charles-Henri Plantade verseinek megzenésítései. Későbbi dalai is főleg hasonló románcfélék lettek, és legtöbbször a lírai zenés színpad hatása érződik rajtuk.
Zenei neveltetése nagyrészt abban merült ki, hogy megtanult flageoletten, fuvolán, gitáron, illetve később nagydobon játszani. Zongorázni sosem tanult, ez későbbi élete során igen nagy hiányosságnak bizonyult.
Első jelentős zenei élménye az első áldozáskor hallott női kórus Dalayrac Nina ou la folle par amour (Nina, avagy a szerelem bolondja) című érzelmes operájának akkoriban igen elterjedt románca volt: Quand le bien-aimé reviendra… (Amikor szerelmem visszatér…). Fordulópontot jelentett számára, amikor apja könyvei között megtalálta Christoph Willibald Gluck Orpheuszának néhány részletét: ekkor döntötte el végérvényesen, hogy zeneszerző lesz.
Az apa ártatlan szórakozásnak, hóbortnak vélte fia zeneimádatát, és egy pillanatra sem hitte, hogy Hector a muzsikálást élethivatásának szánja. Csak akkor ajándékozta fiának a már régen kért jobb minőségű fuvolát, amikor az megígérte, hogy anatómiai tanulmányokba kezd.

### Tanulmányi évek

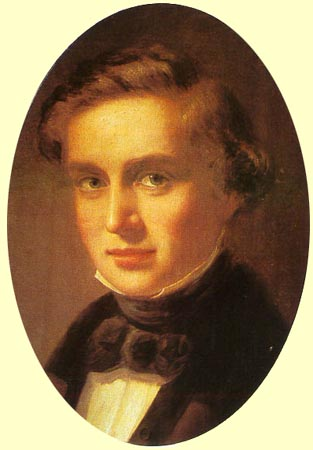
A gyermek Berlioz

Hector 1821. március 22-én Grenoble-ban érettségizett le, majd 1822 tavaszán unokatestvérével Párizsba indult, az orvosi fakultásra. Első párizsi éveit valóban az orvostudománynak szentelte, de emellett esténként ellátogatott az operaházba, ahol meghallgatta a kor leghíresebb zeneszerzőinek műveit (Étienne Nicolas Méhul, Antonio Salieri, Gaspare Spontini). Hamarosan felfedezte a konzervatórium (Conservatoire de Paris) könyvtárát, ahol megismerkedett a nagy zeneszerzők műveivel. Ez volt az az élmény, melynek hatására végleg búcsút mondott az orvostudománynak. Apja továbbra is az orvosi karrier mellett kardoskodott, de nem hívta vissza Párizsból. Az ifjú Berliozt 1823-ban egyik barátja bemutatta Jean-François Lesueurnek, a Conservatoire egyik professzorának, aki magánnövendékévé fogadta. Több kisebb kompozíciója is fennmaradt ebből az időből, a legjelentősebb egy mise volt, amelyet az Aprószentek ünnepére írt a Szent Rókus-templom számára. A bemutató elmaradt, mert a tizenhárom zenészt számláló zenekar elégtelennek bizonyult, azonban egy próbáig eljutottak: ekkor fedezte fel kétségbeesetten kompozíciójának nem egy durva hibáját, így egy későbbi előadásban bízva nagy lendülettel hozzáfogott a mű átdolgozáshoz. A bemutatót Augustin de Pons zenebarát támogatta, mivel Berlioz szülei időközben megvonták fiuk anyagi támogatását. A misét jelentős sikerrel 1825. július 10-én mutatták be. A sajtó elismerően nyilatkozott. Lesueur azt tanácsolta növendékének, hogy hagyjon fel orvosi tanulmányaival és iratkozzon be a Conservatoire-ba. A mise sikere egy időre kiengesztelte az aggodalmaskodó szülőket, ám amikor 1826 júniusában Hector sikertelenül pályázott a Conservatoire Római-díjára, a szülei hazarendelték. Lesueur ugyan megpróbált közbenjárni, de az ifjú Berlioznak mégis haza kellett utaznia.
Berlioz makacsul kitartott elhatározása mellett. Néhány hét telt el kölcsönös, néma duzzogásban. Végül is Louis Joseph Berlioz beadta a derekát és engedélyezte, hogy fia visszatérjen Párizsba. Felesége hozzájárulására azonban nem számíthatott, és ezért úgy tervezte, hogy fia titokban utazik majd el. A terv mégis kitudódott és az orvos felesége szenvedélyes jelenet után megátkozta fiát. Az anya a muzsikusi pályát olyannak tartotta, mint a színészét: erkölcstelennek, amely zülléshez vezet. Ettől a jövőtől pedig a szigorú katolikus hitben nevelkedett asszony mindenképpen szerette volna megóvni fiát.
Berliozt 1826. augusztus 26-án Lesueur támogatásával vették fel a Conservatoire-ba, mégpedig pártfogoltja zeneszerzés-osztályába. Hiányos zenei ismeretei miatt az akkori igazgató, Cherubini parancsára beiratkozott Antoine Reicha osztályába is, akitől ellenpontozást tanult, és megismerkedett az opera műhelytitkaival is.
Berliozt már ebben az időben foglalkoztatta a zenekari technika, a hangszerelés kérdése is. Találkozott ugyanis Humbert Ferrand-nal, aki hősi operának való librettót írt számára Vérbírák (Les Francs-Juges) címmel. Ez volt Berlioz első színpadizene-próbálkozása, bár a darabot sohasem adták elő. Rengeteget járt az operaházba, ahol rendszeresen elbeszélgetett a zenészekkel, így megismerte az egyes hangszerek tulajdonságait, hangszínét. (Erre a fajta közvetlen tapasztalatszerzésre, a zenészekkel való gyakori hangszertechnikai eszmecsere rendkívül hasznos voltára – éppen a Berlioz által kifejlesztett modern nagyzenekari hangszerelés elsajátításának érdekében – később Igor Sztravinszkij is felhívta a zeneszerzők figyelmét.) Magából az operából – melynek teljes címe Lénor ou Les derniers Francs-Juges (Lénor, avagy az utolsó vérbírák) volt – Berlioz körülbelül tizenöt jelenetet komponált meg. Mivel nem sikerült egyezségre jutnia az Opérával egy bemutatót illetően, ezeket egy egyfelvonásos intermezzóvá vonta össze Le cri de guerre de Brisgan (Brisgan harci kiáltása) címmel, de egy áriát és egy tercettet kivéve ezt sem adták elő soha, sőt a kottája sem maradt fenn. A harmadik felvonás egyes jeleneteinek a zenéjét a későbbiekben felhasználta a Gyász és Diadal szimfóniában.
A vérbírákon kívül még egy művet írt 1827-ben, egy versenydarabot a Conservatoire pályázatára, amelyen ismét szerencsét próbált. Ezúttal átjutott a selejtezőn, egy kantátát írt a megadott témára: Orpheuszt széttépik a bacchánsnők. Ebben főként legújabb hangszerelési tapasztalatait próbálta kamatoztatni, ám éppen ezzel járta meg: művét ugyanis a szokásnak megfelelően zongorán mutatták be a versenybizottságnak, és az játszhatatlannak ítélte.
Berlioz párizsi élete meglehetősen hányatott volt. Ugyan apja rendszeresen biztosított számára járadékot, azonban, mivel vissza kellett fizetnie a De Pons-tól kölcsönzött összeget, spártai életmódra kényszerült. De Pons levelet írt Berlioz apjának, és felkérte, hogy fizesse ki fia maradék adósságát. Az orvos kifizette a tartozást, de fiát ismét eltiltotta a zenei pályától. Berlioz természetesen ellenkezett, apja ekkor beszüntette járadékát. Hogy pénzt szerezzen, Hector először gitárleckékkel próbálkozott, majd a Théâtre des Nouveautes kóristája lett, és egyre inkább a kivándorláson törte a fejét. A sok munka és a Conservatoire megviselték szervezetét, és ágynak esett. Apja megsajnálta, és ismét elkezdte folyósítani apanázsát.
Ugyanebben az évben, 1827-ben, érte élete egyik legnagyobb élménye: Párizsban turnézott a Hamlettel az angol Shakespeare Társulat. Ennek volt tagja Harriet Smithson, akibe a fiatal Berlioz azonnal beleszeretett. A színésznő iránt fellobbanó szerelme ihlette egyik legszebb fiatalkori dalára, az Ír dalok (később Kilenc dal címmel) elégiájára: Quand celui qui t’adore… (Amikor az, aki imád…).
A Hamlet élménye után írta meg 1827 őszén Thomas Moore versei alapján az Élégie en Prose-t (Elégia prózában), énekhangra és zongorára. 1829 nyarán és őszén a szerző nyolc további dalt komponált különböző énekhangokra, azok változatos kombinációira és zongorára. Hármat a sorozatból (La belle voyageuse – Az utazó szép lány, Héléne, Chant sacré – Szent ének) a harmincas-negyvenes években zenekarra is meghangszerelt.

### Az első önálló szerzői est
1827-ben Berlioz legfőbb célja az volt, hogy hírnevet szerezzen magának, így az az ötlete támadt, hogy Franciaországban elsőként önálló szerzői esten mutatkozik be a nyilvánosság előtt. Sok huzavona után megszerezte az engedélyt a Conservatoire nagytermének használatához, hónapokig másolta a bemutatásra kiszemelt művek szólamait, az Odéon és a Théâtre des Nouveautes zenészei baráti szívességből elvállalták a közreműködést, és 1828. május 26-án létrejött a hangverseny. A frissen készült, Walter Scott 1814-ben megjelent első regénye által ihletett Wawerley-nyitány, A vérbírákból a nyitány, egy ária és a tercett, a miséből a Resurrexit, végül a Görög hősi jelenet szerepelt a műsoron. Berlioz elérte, amit akart: felhívta magára a zenei közvélemény figyelmét.
Ezt követően úgy döntött, hogy ismét megpályázza a Római-díjat. 1828. július 10-én Herminie című kantátájával második díjat nyert. Az előző szomorú bukásokhoz képest az Herminie már erkölcsi diadal volt, bár Berlioz önérzetének természetesen csak a Nagydíj felelt volna meg. Nagyobb baj volt, hogy a második díj nem járt pénzjutalommal, így a fiatal művész, aki önálló szerzői estjére ráfizetett, ismét nehéz anyagi helyzetbe került. Szüleitől kért támogatást. Nekik köszönhetően néhány gondtalan, munkában eltöltött hónapot élvezett ismét Saint-André vidékén. Itt kezdett hozzá a nyolc Faust-jelenet kidolgozásához. Ezzel párhuzamosan komponálta tovább A vérbírák zenéjét. A Faust-jelenetek 1829 áprilisában jelent meg: Maurice Schlesinger kiadó ugyanis nagy üzletet látott a Párizsban éppen igen népszerű Goethe és a François-Joseph Fétis által is elismert tehetségű fiatal zeneszerző nevében.
Októberben tért vissza Párizsba. Újból anyagi gondok elé nézett, ezúttal a tárcaírásban látta meg a pénzkeresés lehetőségét. Nem ez volt az első írói próbálkozása, ugyanis 1823. augusztus 12-én Polémique musicale (Zenei polémia) cím alatt a Le Corsaire című lapban megjelent már egy írása, amelyben Gluck és Spontini művészetéről értekezett. A Le Correspondant-nak rendszeresen írt. Lesueur oratóriumaitól befolyásolva választotta első témájául az egyházi zenét (Considerations sur la musique religieuse – Elmélkedések az egyházi zenéről), majd, jellemzően ez időbeli Beethoven-imádatára, folytatásokban írta meg Beethoven életrajzát (Biographie étrangére, Beethoven). A következő évben írta az Aperçu sur la musique classique et la musique romantique (Észrevételek a klasszikus és a romantikus zenéről).
Közben változatlanul rajongott Smithson kisasszonyért, és végül rászánta magát, hogy levélben vallomást tegyen neki érzéseiről. A színésznő válaszra sem méltatta. Berlioz kísérletet tett, hogy egyik nyitányát felvegyék az Opéra Comique műsorába, ahol Smithson kisasszony is fellépett. A főpróbán találkoztak, de a színésznő elmenekült előle. Másnap Smithson kisasszony elutazott a társulatával Hollandiába.

### AFantasztikus szimfónia

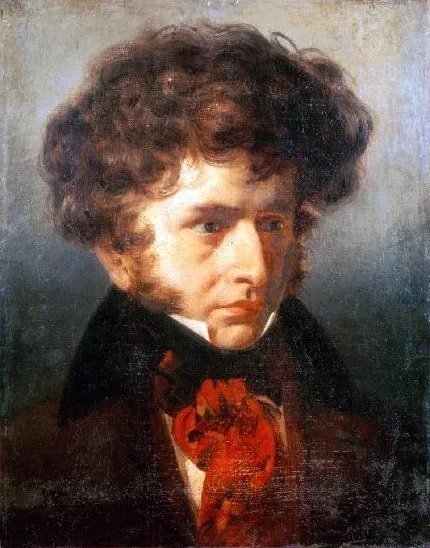
Berlioz 1832-ben

Júniusban ismét eldöntötte, hogy indul a Conservatoire versenyén. A selejtezőn szerencsésen túljutott. A második fordulóban ezúttal egy Kleopátra halála jelenetet dolgoztattak ki a jelentkezőkkel. Berlioz a Rómeó és Júliára gondolt, és Shakespeare szellemében zenésítette meg a megadott költeményt. A hangszerelés ismét kiváló volt, de mivel az előadásra kiszemelt énekesnőt az operaház nem adta ki, és helyette a testvére jelent meg, a bemutató bukásra volt ítélve. A szörnyű interpretáció és a partitúra merészségei együttesen okozták a kudarcot. Lesueur nem volt jelen, a bizottság többi tagja nem látott jelentős javulást az Herminie óta. A többi pályázó viszont tehetségtelennek bizonyult, így a bizottság úgy döntött, hogy a díjat nem adják ki. Negyedszerre sem járt sikerrel, pedig a Nagydíjjal járó ösztöndíjtól várta helyzete jobbra fordulását, és a kitüntetésre feltétlenül szüksége lett volna ahhoz is, hogy zeneszerzői helyzetét, tekintélyét megerősítse.
Új művének megírásához, amelynek a Fantasztikus szimfónia nevet adta, 1830 első napjaiban kezdett hozzá és április 16-ra fejezte be. Hamarosan a bemutatóra is sor került a Théâtre des Nouveautés színpadán. A rendkívüli apparátus, a mérhetetlenül felduzzasztott zenekar azonban nem fért el a színházban. Két tétel próbájáig eljutottak ugyan, de a zenekar hiába tapsolta meg a szerzőt, az igazgatók mégis visszaléptek a vállalkozástól. A Théâtre Italien karmestere felajánlotta, hogy bemutatja a darabot, de arra kérte, hogy redukálja a zenészek számát.
Ezt követően Shakespeare A vihar című drámájához írt kórusokat. Georges Girard, a Théâtre Italien igazgatója ezt is túlméretezettnek találta, de az Opéra igazgatója közbelépett, és megígérte, hogy a maga színházában előadatja a darabot. Az előadást azonban nem tartották meg, mivel a bemutató estéjén óriási vihar zúdult Párizsra, így csak nagyon kevesen mertek színházba menni.

### A Római-díj

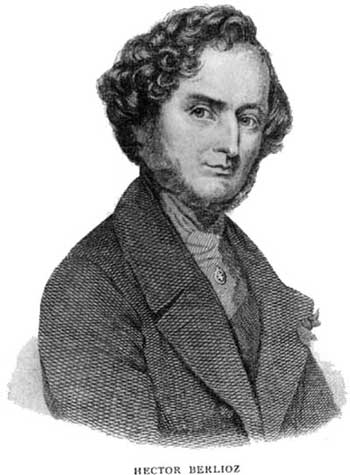
A fiatal Berlioz

1830 júliusában ismét kiírták a pályázatot a Római-díjra, a téma ezúttal Szardanapál utolsó éjszakája volt (Jean François Gail verse). Amíg Berlioz a Conservatoire-ban írta a kottákat, Párizs utcáin kitört a forradalom, melynek eredményeképpen végül Lajos Fülöp, a „polgárkirály” került a trónra, és a kedélyek elcsitultak. Párizs egy időre megnyugodott, így augusztus 21-én sor kerülhetett a díjkiosztóra. Berlioz kantátája végre megnyerte a tanári kar tetszését és elnyerte a nagydíjat. A kantáta bemutatóját nagy várakozás előzte meg, különösen azért, mert az előző napi főpróbán kiderült, hogy a szerző egy vadonatúj zenekari fináléval egészítette ki a partitúrát. Ezt már korábban megírta ugyan, de nem merte a bírálóbizottság elé vinni, mert félt, hogy túl merésznek tartják majd, és így csökken az esélye megnyerni a nagydíjat. Az előadás a Théâtre Italienben zajlott le, de nem hozta meg a várva várt sikert, ugyanis pontosan az utólag beillesztett finálé, az úgynevezett tűzjelenet előadása okozott gondot a zenekarnak. A bemutató kudarcát kárpótolta a december 5-én, a Conservatoire-ban rendezett hangverseny. A közönség kedvezően fogadta az itt bemutatott Fantasztikus szimfóniát is, különösen a Menet a vesztőhelyre című tétel váltott ki meleg ovációt. A sajtóban kedvező nyilatkozatok jelentek meg ugyan, de többen éles kifogásokkal éltek. A szerző maga is temérdek hibát talált a műben, később még sokáig nagy gonddal dolgozott partitúráján, amíg az ma ismert alakját elnyerte. Tekintélyét, hírét azonban már a bemutató megalapozta; az akadémikusok, élükön Cherubinivel, hiába próbáltak ellene tenni, Berlioz egy csapásra a korabeli francia zene vezető egyénisége lett.
A Fantasztikus szimfónia hosszas munka eredményeként alakult ki. Néhány tétele eredetileg más – részben ismert, részben ismeretlen – rendeltetésű volt. Az indulótétel keletkezett legkorábban: ez, mint a kéziratos partitúra megfelelő oldala elárulja, A vérbírák része volt, és a Gárdainduló címet viselte. A szimfónia fináléja hasonlóképpen – valószínűleg közvetlenül a Faust-jelenetek után – Goethe hatására, legkésőbb 1829-ben, egy Faust-szimfónia vagy egy Faust-balett részeként fogalmazódott meg.
A mű végső formáját 1830 februárja és áprilisa között, mintegy két hónap alatt nyerte el. Berlioz a májusra kitűzött, de elmaradt bemutató és a decemberi valódi bemutató között tovább cizellálta a művet, sőt, még ezt követően is módosított rajta. Önéletrajzi írásában a szerző arra utalt, hogy a Fantasztikus szimfóniát Shakespeare Ophéliájának portréjaként képzelte el. Ophéliában egyúttal Smithson kisasszonyt látta, ezáltal akart bosszú állni a nő kegyetlenségén, amiért visszautasította közeledését, ez ihlette a mű híres boszorkánytáncát. A mű tehát a Smithson kisasszony iránti érzéseinek összegzése. A legtöbb zenetörténész azonban ezt kétségbe vonja: Berlioz szerelmes volt ugyan Smithson kisasszonyba, de annak távozása után, még 1829 nyarán megismerkedett a 18 éves Marie Moke-kal, így valószínűleg már nem nagyon nyomasztotta régi szerelmének emléke. Berlioz 1830 áprilisában a Fantasztikus szimfónián dolgozott és arra készült, hogy Marie-t (akit Arielnek becézett) eljegyezze. A szimfónia 1830. december 5-i bemutatójának sikere tette lehetővé végül az eljegyezést.

### Itáliai évek
1831-ben, Berlioz arra kérte a belügyminisztert, engedélyezze számára, hogy Franciaországban maradjon. Azonban a Római-díj feltételei szerint a díjjal járó pénzt csak akkor folyósították, ha a nyertes Itáliába utazott. Berlioz január közepén indult el, néhány hetet családjánál töltött, majd Marseille-ben hajóra szállt Róma felé. A pápai állam rendőrsége azonban megtagadta tőle a római vízumot, mivel azt gyanították, hogy a római Francia Akadémia állt a korábbi Colonna téri tüntetések mögött. Csak a Villa Medici (az Akadémia székhelye) igazgatójának, Horace Vernet-nek a közbenjárására adták meg a vízumot.
Berlioz – bár erről soha életében nem szerzett tudomást – csakhamar személy szerint is gyanús lett, nemcsak a pápai állam, hanem a Szent Szövetség letéteményese, Ausztria hatóságai előtt is. Maga az európai reakció fejedelme, Metternich herceg foglalkozott a római-ösztöndíjas fiatalemberrel. Metternich levele, amelyet 1831. augusztus 18-án küldött egy időben Ausztria római, nápolyi, firenzei, torinói és parmai nagyköveteinek, így hangzott: „Gróf úr, van szerencsém mellékelten megküldeni Önnek egy levél másolatát, amely titkos úton érkezett hozzám, tehát kizárólag az Ön személyes tájékozódására szolgál. Avval, hogy az Ön tudomására hozom, az a célom, hogy megismertessem Nagyméltóságoddal egy fiatal saint-simonista hívő fanatizmusának veszélyes irányzatát; e fiatalember, az említett levél írója, valószínűleg a római Francia Akadémia növendéke. Kétségtelenül úgy fogja megítélni, gróf úr, hogy idejében értesítenie kell az egyházi kormányt azoknak a gondolatoknak a természetéről, amelyekkel ez az egyén telve van, és hogy hasznos tanácsokkal meg kell védenie a Császár alattvalóit, a Rómában tartózkodó fiatal művészeket a vele való érintkezés tolakodó befolyásától. Ha Hector Berlioz úr Rómából távozva a császári követségen vízumért folyamodna, azért, hogy az Osztrák Államokba utazzék, Nagyméltóságod bizonyára úgy találja majd, hogy ebben az esetben kérését vissza kell utasítania.”
Ennek előzménye az volt, hogy 1831. július 28-án Charles Duveyrier-nek, a Globe című lap párizsi szerkesztőjének címzett levelében Berlioz kifejtette, hogy szimpatizál Saint-Simon eszméivel, a társadalom megreformálását illetően. Duveyrier párizsi ügyvéd a saint-simonizmus egyik legjelentősebb, ékesszóló propagátora volt, az európai föderáció, az ipar filozófiája, a női emancipáció és a türelmes vallásosság elveinek életre szólóan meggyőződéses híve. Ő ismertette meg Saint-Simon eszméit az ifjú Berliozzal. A saint-simonizmus népszerűsége azonban hamarosan csökkent, így Berlioz érdeklődése is. Néhány későbbi művén azonban érezhető még ennek hatása. A Feuilles d’Album (Albumlapok) egy dala: Chant des Chemins de fer (Vasutas dal) Jules Janin szövegére, amelyet 1846. június 4-én maga vezényelt Lyonban az Északi Vasútvonal megnyitása alkalmából; két évvel korábbról, 1844-ből az Hymne á la France (Himnusz Franciaországhoz), amelyet az Ipari Fesztiválra komponált, 1855-ben az Impériale kantáta, végül a Temple Universel (Egyetemes templom), a londoni Crystal Palace részére. Közös gondolata valamennyinek az ipar, a modern technika, a gép, amely a saint-simonisták szerint az emberi nem „egyetemes társulását” minden más szervezetnél hatékonyabban segíti és készíti elő, és természetesen a hazafiság és a szabadságeszme. Öregkori operájában, A trójaiakban az egyik felvonást nyitó nagy kórusjelenetet ugyancsak a munka és a kézművesek dicséretének szentelte.

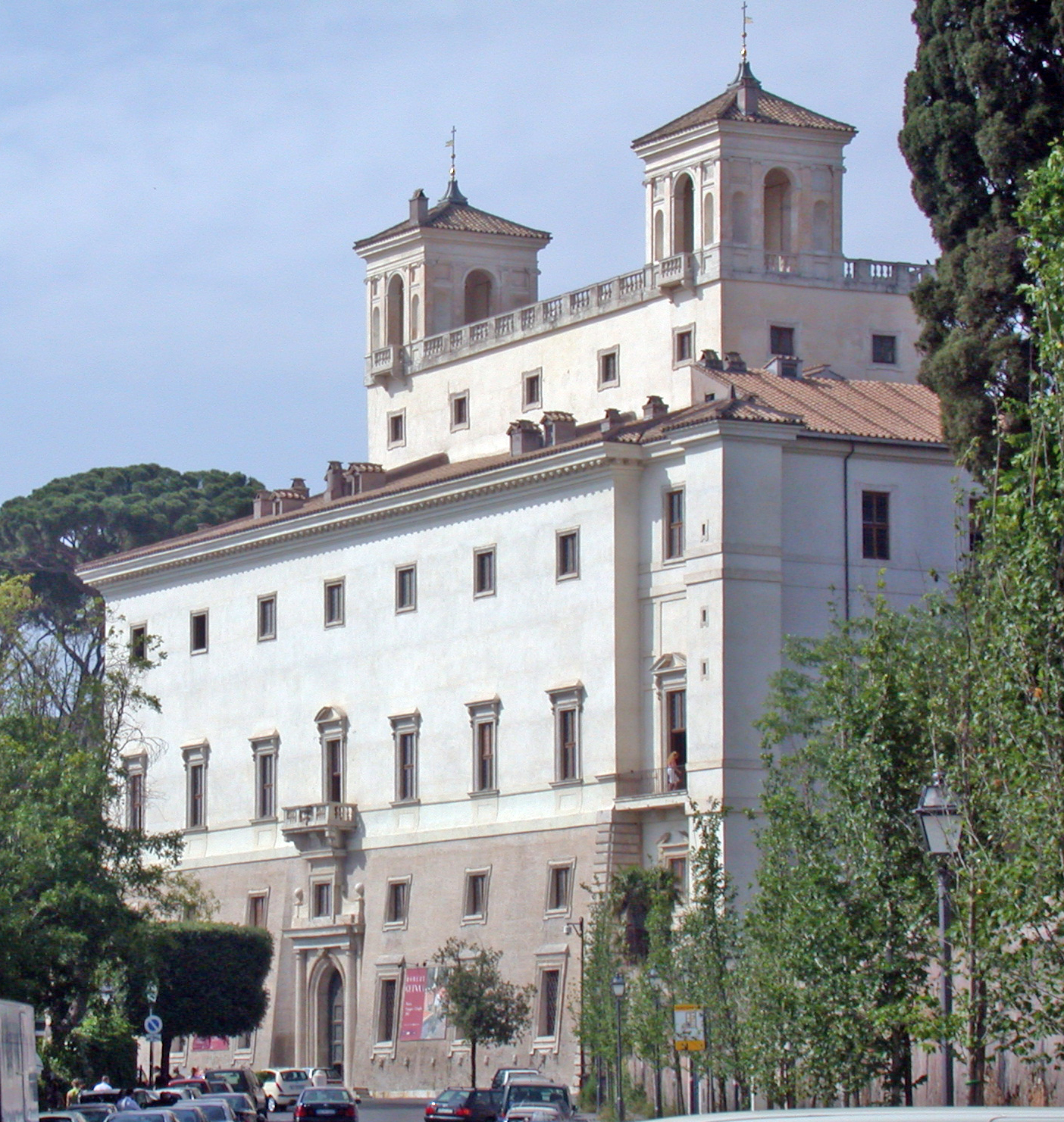
A római Villa Medici

Berliozt, annak ellenére, hogy nem akart odamenni, mélyen lenyűgözte Róma szépsége. A Villa Mediciben eltöltött másfél év alatt megismerkedett Mendelssohnnal, akivel többször is közösen zenélt. Mendelssohn nem volt jó véleménnyel Berliozról, tudatlannak tartotta a francia művészt. Berlioz Rómában levelet kapott Matlume Moke-tól, arról, hogy jegyese, Marie, Ignaz Pleyel fiával, Camille Pleyel zongoragyárossal kötött házasságot. Hector nagyon feldühödött a hír hallatán és bosszút forralt.
Egy barátja vállalta, hogy órák alatt megszerzi útlevelét és elintézi a postakocsit, ő maga egy divatáru kereskedésbe sietett és szobalány-öltözetet rendelt saját magának. Poggyászát apja címére adatta fel. Kézitáskájába helyezte két megtöltött pisztolyát, zsebébe sztrichninnel és ópiummal teli üvegeket dugott, és beszállt a postakocsiba. Genovában vette észre, hogy útközben elveszítette a szobalányruhát, újat szerzett, és már utazott volna tovább, de a szárd rendőrség feltartóztatta, és csak Nizza felé engedte továbbutazni. Berlioz terve az volt, hogy este kilenckor – szobalánynak álcázva – bejelentkezik Marie-ékhoz, átad a leánynak egy fiktív levelet, és amíg a leány a levelet olvassa, lelövi őt. Arra az esetre, ha mégsem sikerülne lelőnie, maradtak volna a mérgek. A véres családi drámából, szerencsére, semmi sem lett. Berliozt kielégítette a bosszú kiagyalása, a jelenet részletes elképzelése. Visszatért Rómába, ahol megkomponálta a Fantasztikus szimfónia folytatásának szánt Le retour à la vie-t (Visszatérés az élethez) címmel, szintén Shakespeare műveitől inspirálva. Ezt sohasem tekintette önálló alkotásnak, az Epizód egy művész életéből főcímet már 1832-ben mindkét darabra vonatkoztatva használta. Műfajilag mélologue volt, azaz zenétlen monológok és zárt zenei számok keveréke, a kilenc ír dal és a nyolc Faust-jelenet formájának továbbgondolása. 1855-ben, miután jelentősen átdolgozta a művet, a Lélio címet adta neki.
A Lélio után megírta a Lear király-nyitányt (a Conservatoire számára), illetve két további nyitányt, az egyiket Walter Scott nyomán Rob Roy, a másikat La Tour de Nice (A nizzai torony) címmel. Utóbbit soha el nem készült operájához tervezte, és később Le Corsaire (A kalóz) címen adta ki. Komponált még egy dalt Victor Hugo Les Orientales kötetének egy versére, La Captive címmel, egy másikat Thomas Moore prózafordítására (Méditation religieuse – Vallásos meditáció). Párizsba csak a Lélio első öt számát, a Rob Royt és a Méditationt küldte el. A Conservatoire-ban kedvezően fogadták műveit, azonban mind közül a Lear király és a Le Corsaire bizonyult időtállónak. Berlioz nagy kedvvel komponálta a nyitányokat: megírta a Wawerley-nyitányt, majd 1836-ra elkészült a Benvenuto Cellini-nyitány is.

### Harold Itáliában
Berliozban megszületett az az ötlet, hogy olyan szimfóniát ír, amelyben a szólóhangszernek, bár nem versenyműszerűen, de végig kiemelkedő, afféle főszerepe van. Ezt új művében a Harold Itáliában akarta megvalósítani, amelyben a főhős megszemélyesítője a szólóbrácsa. A mű egységesebb programzene, mint a Fantasztikus szimfónia. Byron Childe Harold's Pilgrimage című művéből merítettette ihletetét. A későbbiekben Liszt Ferenc így nyilatkozott a műről: „Berlioz ebben a művében azokon az ellentéteken elmélkedik, amelyek a mennyeien vidám Itália és egy, a csalódásoktól és a fájdalomtól túltelített szív közvetlen érintkezéséből fakadtak; olyan ellentétekről, amelyek akkor keletkeznek, ha ez a szív a filozófiai töprengések börtönéből a múlt nagy árnyait elfeledve a tömeg tarka hajszájába kerül, az életteli jelenbe, amely a lét örömét többre tartja a börtönök dicsőségénél. A szimfónia címe Harold Itáliában; a komponista szándéka félreismerhetetlenül az, hogy visszaadja benyomásait, amelyeket ennek az országnak gyönyörű természete, lakóinak zabolátlan, érzékien izzó és szeretetre méltó egyénisége vált ki olyan fájdalmaktól sorvadó lélekből, mint amilyen Haroldé a szimfónia monódiájában. Látjuk a vándort az égő fájdalmat körülvevő csodás környezetben, olyan soha nem csillapodó nyugtalansággal, a szellem olyan csalódásával, azzal a boldogtalan hangulattal telítve, amelynek típusa az irodalomban Byronhoz fűződik. Byront Görögországban érte a vég, és halálával egy nemes költőiélek meggyőződését hangsúlyozta. Berlioz Haroldja a sötét barlangban, itáliai rablókkal körülvéve inkább kiüríti a méregpoharat, és utolsó sóhajával utolsó átkot szór az általa megvetett emberiségre.”
A szimfónia megírására azonban később került sor, amikor Paganini egy művet rendelt tőle.

### Házassága Harriet Smithsonnal

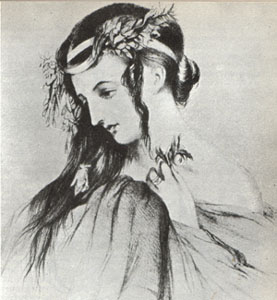
Harriet Smithson

Berlioz megnyugvással vette tudomásul, hogy tizennyolc hónap után kérésére felmentették további itáliai tartózkodása alól. Noha lenyűgözte az örök város művészete, az olasz zenéről rossz véleménnyel volt, szerinte az olasz zeneszerzők azzal töltötték idejüket, hogy akkordokat tákoltak össze. Elítélte az operaházakat is, amelyekben szerinte Bellinit utánzó zeneszerzők műveit mutatták be, ugyanakkor hiányolta, hogy nem ismerik Beethoven és Weber zenéjét.
1832. május 12-én szülőfalujába utazott. A Saint-André-i pihenő után 1832. november 7-én visszatért Párizsba, ahol megtudta, hogy Harriet Smithson ismét a városban tartózkodik. Sikerült jegyet küldenie a művésznőnek a Lélio párizsi bemutatójára. A december 9-én megrendezett hangverseny utáni napon saját kérésére, Smithson kisasszonynak, akit – saját bevallása szerint – elragadott a zene zsenialitása, bemutatták az ifjú zeneszerzőt. Kapcsolatuk ezek után pozitív fordulatot vett, és mindkettőjük családjának ellenkezése mellett 1833. október 3-án összeházasodtak. Ezt megelőzően azonban az angol társulat csődbe jutott, így Berlioz koldusszegényként vette feleségül Smithson kisasszonyt, akinek ez egyben pályája végét is jelentette. Hogy a nyomasztó adósságoktól megszabaduljon és Harriet hírnevét visszaszerezze, a Berlioz-házaspár a Théátre Italienben színielőadással egybekötött hangversenyt rendezett. A Hamletet és Berlioz műveit adták elő. A hangverseny túl hosszúra nyúlt, és a zenészek nagy része éjfél után, a Fantasztikus szimfónia előadása közben egyszerűen megszökött. Mire a Vesztőhely-indulóra került volna a sor, Berlioznak mindössze öt hegedűse maradt. Az előadás félbeszakadt, másnap mindenki Berlioz kárára mulatott az eseten.

### ARequiem
Az év végén tartott szerzői esten, ahol Berlioz bemutatta új dalát, a Le jeune patre Bretont (Az ifjú breton pásztor), nagy sikert aratott, a Fantasztikus szimfónia pedig minden előadáskor hatalmas tapsviharral fejeződött be. Egy ilyen előadás után látogatta meg Paganini, és egy brácsaszólóra írt művet rendelt tőle. Ekkor kezdett hozzá a Harold Itáliában megkomponálásához. A művet Paganini hiányában (akit betegsége otthonához kötött) ő maga vezényelte 1834. november 23-án hatalmas sikerrel.
1836-ban kezdett hozzá a Halotti mise megkomponálására, De Gasparin belügyminiszter kérésére, aki ezzel a Lajos Fülöp elleni Fieschi-féle merénylet áldozatáról, Mortier marsallról emlékezett volna meg. A politikai életben köztudott volt, hogy a belügyminisztert hamarosan menesztik, így a szépművészeti igazgató késleltette az állami megrendelés elküldését, ugyanakkor ezt Cherubininek akarta juttatni. Végül azonban a miniszter akarata győzött, és Berlioz kapta meg a feladatot. A Requiemet 1837. december 5-én az Invalidusok dómjában mutatták be. Annak ellenére, hogy a karmester Habeneck megpróbálta kompromittálni a bemutatót, az mégis sikeres volt.
A Requiem bemutatója általános feltűnést keltett. Berlioz 1837. december 17-i levelében így számolt be barátjának: „a hallgatóság nagy részére rémítő hatást tett … A benyomás villámcsapáshoz volt hasonló, és a legkülönbözőbb érzelmeket váltotta ki. Az Invalidusok plébánosa a szertartás után még egy negyedóráig zokogott az oltárnál, majd könnyben ázva ölelt át; az utolsó ítélet pillanatában, amikor az öt zenekar és a nyolc pár timpani kíséri a Tuba mirumot az egyik kórista idegrohamot kapott. Valóban a borzalmas nagyság hat így.”
A zord kompozíció tehát nagy sikert aratott és minthogy a mű hivatalos rendelésre készült, a közvélemény úgy tartotta, hogy a szerző ezzel a művével befutott, és az állam által is elismert, felkarolt zeneszerző lett. Köszönetképpen a bemutató után Berlioz megkapta a Becsületrend nagykeresztjét.
A kapott pénzösszeg azonban nem volt elég ahhoz, hogy kifizesse a felesége által felhalmozott korábbi adósságokat, így új jövedelemforrás után kellett néznie. Megpróbálkozott a Conservatoire-ban állást keresni mint zongoratanár vagy zeneszerzés-tanár, de Cherubini ezt meggátolta. Akkoriban égett le a Théátre Italien, és bennégett az igazgató is. Berlioz két társával szövetkezve vállalkozott a színház felépítésére és vezetésére. A tervről hamarosan törvényjavaslat is született, de a hír hamar elterjedt Párizsban, a versenytársak óriási zajt csaptak, így a kamara visszautasította azt. Állandó pénzszerzési lehetőségként tárcák írása maradt a helyi lapokba, így az Europe Littéraire-nak és a Rénovateur-nak, majd a Gazette Musicale-nak, valamint a Journal des Débats számára. Sok próbálkozás után végül a Conservatoire könyvtárosi állását kapta meg. Az ebből származó bevétel volt egyetlen biztos jövedelme késő öregkoráig.

### ABenvenuto Celliniés aRómeó és Júlia

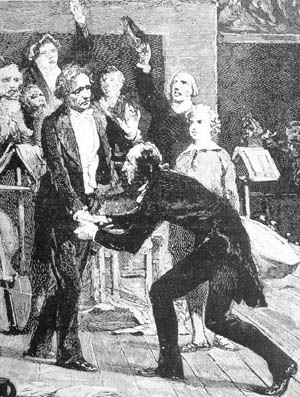
Korabeli rajz, amint Paganini kezet csókol Berlioznak

Rengeteget bosszankodott amiatt, hogy néhány egyértelmű sikere ellenére, művei nem érték el a kellő figyelmet a közönség körében. Egyik híres bukása a Benvenuto Cellini című operája volt, amelyet 1838. szeptember 10-én mutattak be. A nyitány ugyan nagy sikert aratott, de a művet kifütyülték. Ezt a bukást művészi pályájának mélypontjaként értékelte, úgy érezte, elítélték mint operaszerzőt, és ez annyit jelentett, hogy fellebbezés nélkül halálra ítélték mint művészt. Az opera eredeti partitúrája nem maradt fenn, így a bukás oka nehezen állapítható meg. Berlioz művét évekkel később Liszt Ferenc bemutatta Weimarban, ennek a partitúráját Berlioz már jelentősen átdolgozta. A későbbiekben is ezt a weimari verziót játszották.
A bukás után Berlioz ismét szerzői estekkel próbálkozott. Az első, 1838 őszén alig fedezte a költségeket, a második, ugyanazon év decemberében élete legnagyobb sikerét hozta. A műsort, amelyen a két szimfónia szerepelt, Paganini is meghallgatta fia társaságában. Csak most ismerte meg a Harold Itáliábant, hiszen annak idején még a bemutató előtt betegsége miatt el kellett hagynia Párizst. A hangverseny után Berliozhoz sietett és elragadtatott szavakkal fejezte ki csodálatát, majd karjánál fogva megragadta a zeneszerzőt, magával húzta a pódiumra, térdre vetette magát, és megcsókolta a kezét. Akik még a teremben voltak, gyorsan szétvitték a váratlan és teljességgel szokatlan eset hírét. Egész Párizs a különös történetről beszélt. Másnap a szenzációt csak fokozta az újabb hír: Paganini a fiával hódoló levelet és 20 ezer frankot küldött az otthonában betegen fekvő zeneszerzőnek. Berliozt ugyanis ágyba kényszerítette torokgyulladása.
Ekkoriban halt meg öccse, aki az ő felügyelete alatt diákoskodott Párizsban. A zseniális matematikusnak induló Prosper halála nagyon megviselte.
Berlioz népszerűségénél fogva hamarosan az intrikák, az irigység és a rosszakarat középpontjában állt. De mivel sikerült pénzügyeit rendeznie, gondtalanul nekiláthatott új művének a komponálásához. A Rómeó és Júlia szimfónia hét hónap alatt született meg, 1839-ben. A szimfónia megírásának ötlete akkor pattant ki benne, amikor itáliai tartózkodása idején hallotta Bellini I Capuleti e i Montecchi című operáját, amelyről azt tartotta, hogy Shakespeare művének meggyalázása. A drámai szimfóniát a Conservatoire-ban mutatták be 1839. november 24-én, a szerző vezényletével. Az előadásról a sajtó is elismerően írt, és azt még két alkalommal megismételték.

### Gyász és diadal
Berlioz a Gazette Musicale révén csakhamar újabb állami megrendelést kapott az akkori belügyminisztertől, Remusat-tól. A júliusi forradalom tizedik évfordulóján emlékoszlopot avattak a Bastille téren, és díszsírba hantolták át az elesett hősöket. Berlioznak ehhez az ünnepi gyászszertartáshoz kellett zenét írnia, szabadtéri előadásra. A Gyász- és Diadal-szimfónia júniusra készült el, majd július 26-án egy nyilvános főpróbán a szerző vezényletével hangzott el először. Másnap a szertartáson Berlioz nemzetőri egyenruhában haladt a menetben, 200 főnyi katonazenésze élén a Saint-Germain l’Auxerrois templomától a Bastille térig, és minden figyelmét összeszedve vezényelte zenekarát, amely hiába igyekezett túlharsogni a roppant tömeg zsivaját és a 24 ló vontatta hatalmas gyászszekér kerekeinek robaját. Amikor a Bastille térre értek, az ötven holttestet a díszsírba helyezték, és Berlioz a beállott csendben reménykedve intette be a zenekarnak szimfóniája második tételét. Ekkor váratlanul a díszőrségre kivezényelt légió dobosai csaptak hangszerükbe, és ünnepi arccal tették halhatatlanná Berlioz muzsikáját. A főpróba hatására többen igen lelkesen fogadták a művet. Ekkor hallotta Richard Wagner is, aki már néhány hónappal előbb a Rómeó és Júlia egyik előadásán megismerkedett Berlioz zenéjével. A drezdai Abendzeitungban lelkes méltatást írt a műről.
A Shakespeare szimfóniával és a Gyász-és Diadal-szimfóniával egyidőben írta a Théophile Gautier verseiből összeállított Nuits d’été (Nyáréjszakák) című dalciklusát. Ezt követően hosszú ideig nem írt semmi jelentőset. Carl Maria von Weber A bűvös vadász című operájának párizsi felújítása juttatta ismét megrendeléshez 1841-ben. A daljáték prózadialógusai helyébe készített recitativót és a balett számára meghangszerelte Weber Felhívás keringőre című zongoradarabját. Belekezdett egy opera megírásába is, amelynek szövegkönyvét Eugène Scribe-től kapta, és címe La nonne sanglante (A vérző apáca) volt. Néhány számmal már elkészült és 1841-ben már a szereposztás is foglalkoztatta, de a munka megszakadt, mivel Scribe nem fejezte be a librettó megírását. Berlioz visszaküldte az addig elkészült szövegkönyvet, amelyet majd csak jóval később, 1854-ben zenésített meg Gounod.

### Magánéleti válság

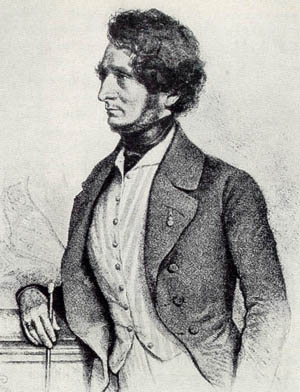
Berlioz 1845-ben

Az 1840-es évek elején vált tragikussá házasélete. Harriet iránti szerelme már rég kihűlt, csak gyermeke fűzte hozzá, a kis Louis (1834-ben született), akit rajongó szeretettel vett körül. Az asszony féltékenységével gyötörte, miközben ő egyre inkább emberkerülővé vált. Amióta Harriet búcsút mondott a színpadnak, életkedve mindjobban kiapadt, lassanként férje művészi pályája iránt is közömbössé vált, a ’40-es években pedig már az alkoholban keresett feledést. A bizonytalan megélhetés is csak nehezítette a házastársak megértését. Berlioz családja előtt titkolta házasélete csődjét. Figyelmét egy francia–spanyol származású énekesnő keltette fel, Marie Recio. A muzsikusnak ugyan rossz véleménye volt az asszony énekesi képességeiről, de mégis behódolt annak szépsége láttán.
Marie anyját nem érdekelte Berlioz felesége és gyermeke, nagyvilági eltartást kívánt a maga és nagyravágyó leánya számára. Berlioznak ilyen helyzetben hajszolnia kellett a pénzt, hogy most már két családot tartson el. Meggyőződése ellenére az énekesnő kierőszakolta, hogy ajánlja be az Operaházba, de gyenge hangja miatt onnan rövid idő után, 1842-ben elbocsátották. A Marie-val folytatott viszonya adta meg a kegyelemdöfést házasságának.
Közben sikertelenül megpályázta a Cherubini halálával üresen maradt igazgatói széket a Conservatoire-ba.
Zenéje iránt külföldön is érdeklődni kezdtek. Ezt menekülési lehetőségként fogta fel házasságából, így Brüsszelbe utazott koncertezni Marie-val. Harrietnek egy búcsúlevelet hagyott hátra.
A külföldi kritika jóindulatú volt, megértőbb, mint az otthoni, de Berlioz zenéje mindenütt sok fenntartást váltott ki. Hihetetlen erőfeszítéssel hajszolta magát hónapokon át, és anyagilag éppen hogy nem süllyedt még mélyebbre. Marie mindenütt énekelni akart, és Berlioznak tűrnie kellett, hogy dalait szerelme „nyávogja el” a pódiumon.
Brüsszelben két hangversenyt adott közepes sikerrel, majd Frankfurt felé vette útját abban a reményben, hogy ott Meyerbeer majd felkarolja. Levelet írt neki, de a levél útközben elveszett, így Frankfurtban meghiúsult a koncertezés lehetősége. Úgy döntött, visszatér Párizsba és kiengeszteli feleségét, aki nem tudott Marie létezéséről.
Rövid párizsi tartózkodása után ismét visszatért Marie-val Németországba, mert reménykedett, hogy a jó zenekarairól híres országban sikerül majd elismerést szereznie.
Egy lemondott mainzi koncert után (megbetegedett az énekesnő) Stuttgartban lépett a nagyközönség elé. Félsikert aratott. Párizsban a barátai diadalútról cikkeztek, ami egyáltalán nem volt annak mondható. 1843. január 13-án került sor második németországi koncertjére, ezúttal Mannheimban. Kimerült, torokgyulladása miatt ágynak esett. Közben elege lett Marie-ból is, úgy döntött, hogy az asszonyt hazaküldi anyjához. Úgy tervezte, hogy azzal az ürüggyel, hogy Rothschild báró estélyére hivatalos, Weimarba szökik. Marie-tól azonban nem lehetett könnyen szabadulni. Csakhamar ő is megjelent Weimarban, és szinte háziőrizet alá fogta a leleplezett szökevényt. Ez keserítette meg a weimari napokat, mert különben a város lakossága szívesen fogadta Berliozt. Itt nemcsak sikert aratott, de jelentős bevételekhez is jutott.
Weimarból Berlinbe utazott. Útközben megállt Lipcsében, ahol február 4-én elvezényelte egy hangversenyen a Fantasztikus szimfóniát. A hangversenyt Mendelssohn szervezte, és annak érdekében, hogy megnyerje a közönséget, a bevételt jótékony célokra ajánlotta fel. Egy második ilyen jótékonysági hangversenyre is sor került Drezdában, ahol legnagyobb sikerét aratta. Itt találkozott ismét Wagnerral, aki ebben az időben vált sikeressé a Rienzivel és A bolygó hollandival. Drezda után ismét Lipcsében hangversenyezett, majd Braunschweigban és Hannoverben. Március 28-án érkezett Berlinbe. Itt több mint egy hónapot kellett várnia, hogy zenekar élére állhasson. Berlin után, májusban visszatért Párizsba Hannover és Darmstadt érintésével. Hazatérve első dolga volt, hogy véget vessen házasságának. Kiegyezett Harriette, aztán elköltözött. Feleségéről és gyermekéről azonban tovább gondoskodott, élete végéig.

### Franciaországi hangversenyek
Művészi téren a hazatérés azonban csalódás volt, mert németországi diadalai ellenére nem változott zenei megítélése a francia fővárosban. Továbbra is könyvtárosként dolgozott a Conservatoire-ban, valamint tovább írta tárcáit a zenei lapoknak. Marie-t megpróbálta álláshoz juttatni az Opéra Comique-ban, de ott is hamar megunták. Berliozra hatalmas pénzügyi terhet rótt, hogy egyszerre két családot kellett eltartania. Ekkortájt fejezte be híres művét a Hangszereléstant. 1843 nyara végén kezdte közölni a Journal des Débats hasábjain németországi úti beszámolóját, amelyet aztán könyvként is kiadott.
Helyzetén rontottak a Párizsba került német újságok, amelyekből kiderült németországi útjának igazi képe. Kínos helyzetéből emelte ki november 19-i szerzői estjének váratlanul lelkes fogadtatása. Barátai a fordulatot arra szerették volna felhasználni, hogy illő álláshoz juttassák, de tervük, hogy Berliozt az Opéra karmesterévé neveztessék ki, kudarcot vallott.
Pályáját további sikeres hangversenyek lendítették elő, illetve új műve, a Római karnevál. Ennek sikeréhez hozzájárult a Párizsban tartózkodó Liszt Ferenc is, aki május 4-én a Théátre Italienben rendezett hangversenyen zongorán eljátszotta a Fantasztikus szimfóniát, majd egy héttel később az új művet is.
1844 második felében nagyszabású munkába kezdett, ifj. Johann Strauss-szal szövetkezve a párizsi Ipari Kiállítás záróünnepélyére hatalmas zenei fesztivált tervezett. Végül két hangversenyre került sor, az elsőn Berlioz vezényelte Gluck, Spontini, Meyerbeer, Halévy, Auber, Rossini, Weber, Mendelssohn és Beethoven műveinek részleteit, valamint saját műveiből részleteket. A másik hangversenyen Strauss szórakoztatta a közönséget keringőivel. A hangversenyek szervezésében kimerült Berlioz egy hónapra Nizzába vonult pihenni.
Visszatérve Párizsba, a kiállítás hangversenyeinek sikerén felbuzdulva, az Olympia Cirkusz igazgatója felkérte négy nagyszabású hangverseny megszervezésére. Hosszas előkészületek után, 1845-ben jött létre az első hangverseny Berlioz műveiből. Itt mutatták be először A nizzai torony nyitányát is, amely nem keltett különösebb visszhangot. A második hangversenyt február 16-án szervezte. A harmadikat a Párizsban tartózkodó Glinka tiszteletére rendezte, akivel római tartózkodása idején ismerkedett meg. Az utolsó hangversenyen ismét saját műveit vezényelte Berlioz, félig telt ház előtt, ugyanis a francia főváros már megunta a fesztiválokat is. Berlioz arra kényszerült, hogy vidéken próbáljon szerencsét. Marseille-ben júniusban két szerzői estet adott, ezt követően Lyonba utazott. Mindkét városban langyos fogadtatásban volt része.

### AFaust elkárhozása

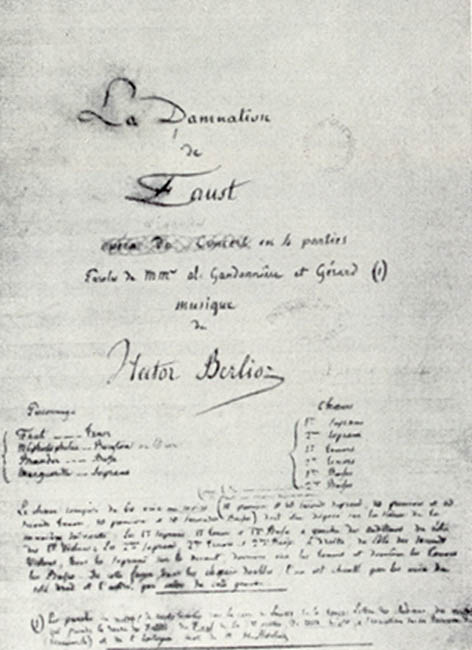
A Faust elkárhozása partitúrájának címlapja

1845 őszén a pénzügyi helyzete arra kényszerítette, hogy ismét koncertkörútra induljon. Marie-val Bécs, Prága és Pest felé vezetett az útja. Az első három hangverseny novemberben Bécs legjelentősebb vendégévé avatta: a sajtóban ugyan szokás szerint heves viták folytak róla, de a közönséget érdekelte a muzsikája. Útközben nekiállt új művének, a Faustnak a megírásához. Prágában, amelyet abban a korban Bécs riválisának tartottak a zenei életben, szintén ovációval fogadták. Három hangverseny után rövid időre visszatért Bécsbe, ahol ajánlatot kapott a királyi kápolna zeneigazgatói tisztjére, de nem fogadta el, annak ellenére, hogy Párizsban egyelőre semmiféle kilátása nem volt efféle állást szerezni. Bécs után Pest felé vette útját, ekkor már készen volt a Rákóczi-indulója, amelynek keletkezési körülményei nem ismertek. Pesten 1846. február 6-án lépett fel, és hatalmas sikert aratott vele.
A Rákóczi-indulót beépítette a Faust-kompozícióba. Ugyancsak Pesten – emlékiratai szerint – egy kiskocsmában komponálta a Faust paraszttáncának refrénjét. Boroszlóban, ahová Pestről vezetett az útja, a latin diákdal szövege és zenéje készült el. Prágában pedig az éjszaka kellős közepén kelt fel ágyából, hogy feljegyezze azt a dallamot, amelyből majd az Angyal-kórus született meg. A Rómeó és Júlia, amelyet március 31-én és április 17-én már átdolgozott formában mutatott be csehországi közönségnek, jelentős sikert aratott. Útban hazafelé Braunschweigban is megállt egy hangverseny erejéig. A francia fővárosba április végén érkezett vissza. Ez a hangversenykörút valóban dicsőséget szerzett nevének, de Párizs továbbra sem vett tudomást sikereiről.
Júniusban újabb megbízást kapott, ezúttal a Párizs–Lille vasútvonal megnyitóünnepségére kellett kantátát írnia. Júliusban egy szabadtéri koncertet adott, augusztusban pedig a Saint-Eustache templomban Gluck halálának ötvenedik évfordulója alkalmából.
Mindeközben folyamatosan dolgozott új művén, a Faust elkárhozásán. Berlioz, mint minden hősét, Faustot is önmagáról mintázta, s ezzel a Byron, Chateaubriand nyomán kialakult romantikus hős csapongó érzelemvilágának adott hangot. Ezen a művön rengeteget dolgozott, rengeteget cizellálta, de a bemutató 1846. december 6-án az Opéra Comique-ban közönybe fulladt. Barátai úgy próbálták menteni, hogy a sajtóban kedvező kritikákat jelentettek meg róla. A közöny oka az volt, hogy a mű bemutatója a legrosszabb pillanatban történt, ugyanis Párizsban már érezhető volt az a politikai és gazdasági válság, amely másfél év múlva a forradalomhoz vezetett. A bemutató előtti hónapban Párizs egyik negyedében lázadás tört ki.
Berlioz megbukott és magára maradt. A bemutató veszteségeit saját költségéből állta. Nagyot csalódott Párizsban, és 1846 decemberében úgy döntött, hogy eleget tesz egy korábbi szentpétervári meghívásnak.
Barátai segítségével sikerült összegyűjtenie az oroszországi utazás fedezéséhez szükséges pénzösszeget, de közben lehetőség nyílt számára, hogy elfoglalja az Opéra dirigensi posztját, ugyanis a sajtó éles támadást intézett a karmester Pillet ellen. Végül mégsem sikerült kimozdítani Pillet-t az állásából, így Berlioz február 14-én elindult Szentpétervár felé.

### Szentpétervár és London
A berlini sikereinek köszönhetően a porosz királytól kapott ajánlólevelet, így az akkori orosz fővárosban kedvezően fogadták. Két nagy sikerű hangverseny után rövid időre Moszkvába is elutazott. Áprilisban azonban ismét Szentpéterváron vezényelt, ekkor mutatta be a Rómeó és Júliát. Szerelmi kalandba bonyolódott egy orosz kóristalánnyal. Május 10-én, maga mögött hagyva a Néva-parti várost, Rigába utazott, onnan pedig Berlinbe, ahol június 14-én bemutatta a Faustot. Annak ellenére, hogy kedvező fogadtatásban részesült, mégsem volt teljes a sikere, ugyanis az operaház nem telt meg. Hamburgba készült, közben Párizsból érkezett a hír, hogy az Opéra élén személycserék történtek, Roqueplant és Duponchelt, Berlioz barátait nevezték ki. Azt remélte, hogy segítségükkel megszerzi az áhított karmesteri posztot, ám nem így történt. Nagy hátránya volt, hogy nem tudott zongorázni.
Ismét felmerülő pénzügyi problémáira (Harriet és Marie eltartása, szimfóniáinak magas nyomtatási költsége) váratlan megoldás jelentkezett Antoine Julien, a londoni Drury Lane színház újdonsült igazgatója személyében, aki felkérte, vállalja el a színház karmesteri posztját. Elutazása előtt hazatért Saint-Andréba, ahol találkozott tizenöt éve nem látott, súlyos beteg apjával.
Ahogyan ő nevezte, „államcsínyek sorozatának” köszönhetően, sikerült Marie-t Párizsban hagynia, és november 4-én megérkezett Angliába. Bízott az angol közönségben, hiszen műveit szívesen fogadták, és remélte, hogy operájával, amelyet Julien rendelt, hatalmas diadalt arat majd. A valóság azonban teljesen más volt, a Drury Lane társulata rendkívül felkészületlen volt, tulajdonképpen repertoárja sem volt. Először december 6-án mutatkozott be Donizetti Lammermoori Luciájával. A bemutató félsiker volt, ugyan a zene itt igen kedvelt művészet volt, de mindenekelőtt Händelé és Mendelssohné, és a városban létező két olasz operatársulat népszerűségével a Drury Lane nem vehette fel a versenyt. A csőd elkerülése érdekében Julien a társulat nagy részét vidéki körútra vitte, Berlioznak így csak egy kis csapat állt rendelkezésére. Első önálló hangversenyére 1848. február 7-én került sor. A siker ellenére pénzt nem kapott, mert Julien egyszerűen megtagadta a kifizetését, hivatkozva az operaelőadások gyenge bevételére. Berlioz másik két szerzői estet szervezett, az egyiken Shakespeare-től ihletett műveit adta volna elő. Az előadásra már nem került sor, mert Julien társulata feloszlott, így ő is állás nélkül maradt.
Párizsba nem térhetett vissza, ugyanis február 22-én kitört a forradalom, Lajos Fülöp király elmenekült. Berlioz úgy érezte, ezzel mindent elveszített, hiszen a királypárti Journal de Débats zenekritikusa volt, s mint hivatalnok, elveszítette állását, az Opérába és a Conservatoire-ba pedig nem mehetett nyilvánvaló ellenlábasai miatt. Ugyan a forradalom áprilisban Angliát is elérte, de itt nem fordult komolyabbra a dolog. Ez idő alatt Berlioz európai hangversenykörútjának beszámolóján dolgozott. Londonba érkezett Marie, így kénytelen volt pénzforrások után nézni. Utolsó kísérlete egy második szerzői est volt június 29-én, csekély érdeklődéssel, csodálatos kritikákkal. Szerencsére a Beale kiadó megvásárolt néhány tételt a Londonban hallott művek közül: a Szilfek táncát, a Rákóczi-indulót és az Apoteózist, így fedezhette költségeit.

### A Filharmóniai Társaság
Vissza kellett térnie Párizsba, mert aggasztotta Harriet és a gyermek sorsa, ugyanis azt a hírt kapta, hogy feleségénél már végrehajtó jár. Nyolc hónap után, annak ellenére, hogy a júniusi párizsi munkásfelkelés és annak vérbe fojtása rettenetesen aggasztotta, indulásra szánta el magát. Július közepén érkezett haza. Harrietet szélütés érte, bénán látta viszont. Pénze egyáltalán nem volt, váltókkal próbálkozott. Július 28-án Saint-Andréban meghalt apja, Louis Berlioz doktor, augusztusban temették. Ekkor tudta meg, hogy régi szerelme, Estelle még él, és 33 év után felvette vele a kapcsolatot.
Visszatért Párizsba, ahol az események lassan a rendes kerékvágásba tértek vissza. Megerősítették könyvtárosi állásában, hangversenyt vezényelt Versailles-ban a zenészek egyesülete javára. Kritikái is megjelentek. Egyre több időt töltött Harrietnél, fiát egy roueni intézetbe íratta be.
Decemberben III. Napóleon elnökké választásával semmi változás nem állt be életében. Februárban meghalt Habeneck, az Opéra karmestere, de Berliozt számba sem vették mint lehetséges utódot. Jelentős esemény volt azonban, hogy a Conservatoire-ban egy hangversenyen bemutatták a Faust elkárhozása három részletét. Ezt Meyerbeer közbenjárásának köszönhette, aki így próbálta megnyerni új operája, A próféta bemutatása előtt Párizs egyik legjelentősebb zenekritikusának kegyeit.
1849 végén Berlioz egy filharmóniai társaság megalakításán gondolkodott. A tervezet, a prospektus, az alapszabály, a plakátok, a jegyek, a terem, mint mindig, most is az ő gondja voltak. 1850 januárjában létrejött az első hangverseny. A társulás 18 hónapig állt fenn, ezalatt 11 alkalommal hangversenyeztek. Az érdeklődés egyre csappant, és már az első hónapok után megkezdődött az egyesület belső bomlása, sokallták a Berlioz-műveket. A zeneszerző-karmester nem engedett, hisz épp ezért szervezte az egyesületet, noha a fiatalok támogatásáról sem feledkezett meg. Néhány hónap múlva meghátrálni kényszerült. A Filharmóniai Társaság nyolcadik hangversenyén már nem szerepelt Berlioz-mű. 1851 tavaszán már alig volt tartható a helyzete, a Társaság amúgy is a csőd szélén állt, fizető szerzők műveivel pótolta az érdeklődés hiányát. Szerencsére Berliozt márciusban a Conservatoire főkönyvtárosává nevezték ki. Éppen kapóra jött, hogy a kereskedelmi miniszter Londonba küldte a világkiállításra, mint a hangszerek zsűrijének tagját, és így botrány nélkül szakíthatott a Filharmóniával, amely távozása után nemsokára végképp feloszlott. 1851-ben meghalt Gaspare Spontini, ámde Berlioznak nem sikerült bekerülnie helyébe, a Conservatoire-ba.

### ATe Deum
1849 elején kezdte komponálni a Te Deumot, amit aztán októberben fejezett be, de a bemutatóra hat évig kellett még várnia. A Te Deum gondolata még 1832-ben, itáliai tartózkodása idején merült fel benne. Ekkoriban, utazgatásai során megfordult egy-két helyen, ahol néhány évtizeddel korábban Napóleon járt csapatai élén. E városok nevei, amelyek az első konzul itáliai hadjáratával kerültek be a történelembe, felébresztették benne gyermekkori emlékeit, nagybátyja személyes visszaemlékezéseit a nagyszerű harcokra és a nagy álmot, amelyet Franciaország álmodott Napóleonnal együtt. Lodiban gondolta ki, majd Torinóban fel is jegyezte zsebkönyvébe egy szimfónia programvázlatát. 1835-ben ezt az ötletét egy még hatalmasabb műsorozatba illesztette be: Zenei gyászünnepség Franciaország híres embereinek emlékére. Egyik program sem valósult meg, de a Bonaparte-szimfónia első tételének gondolatát már 1840-ben felhasználta, ebből lett a Gyász- és Diadal-szimfónia első tétele. A Te Deum komponálásáról egyébként az első hírt maga Berlioz adta. A Faust elkárhozása 1846-ban kinyomtatott librettójában kiadatlan művei között felsoroltatja. Ez időre tehető vázlatról vagy töredékről azonban a kutatók nem tudnak. Három év múlva, 1849-ben fejezte be a művet. 1850-től kezdve több kísérletet tett bemutatására Párizsban, Londonban, ismét Párizsban a Notre-Dame-ban, azután III. Napóleon koronázása, majd egy esztendő múlva esküvője alkalmából, mindhiába. Csak 1855-ben, az Iparkiállítás megnyitása alkalmával vezényelhette teljes előadását a Saint-Eustache templomban.

### A londoni Új Filharmóniai Társaság

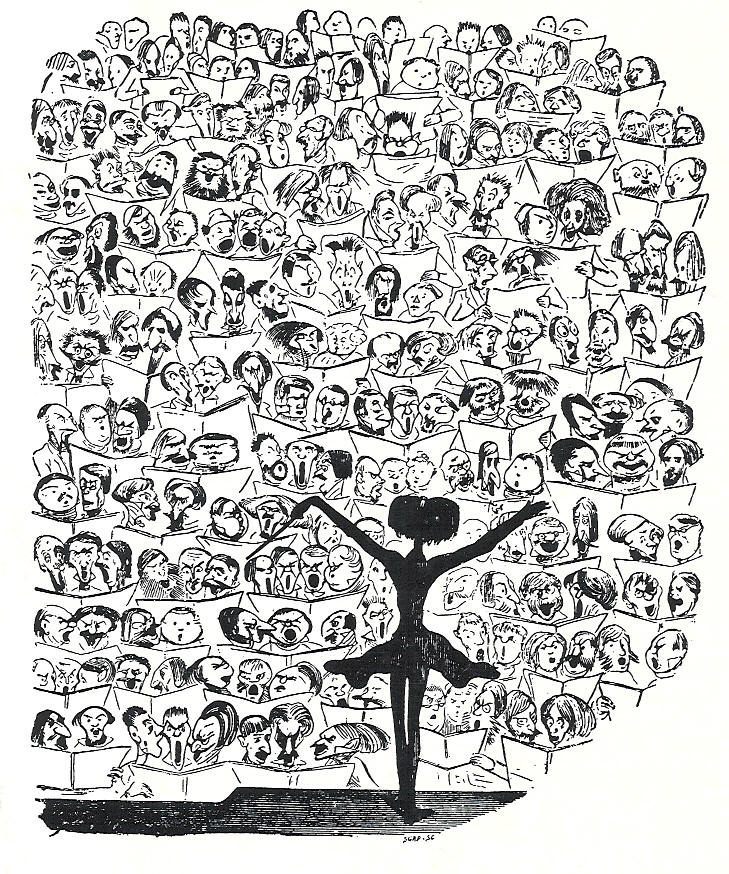
Karikatúra Berliozról vezénylés közben

A londoni világkiállításon töltött két hónap alatt Berlioz idejét főképp a bankettek, vacsorák, ünnepélyek, sajtófogadások kötötték le, és ő szívesen forgolódott az előkelő nemzetközi társaságban, mert mindenütt összeköttetéseket keresett. Alig szabadult ki a párizsi Filharmónia csődtömegéből, máris új vállalkozásokon törte a fejét. Előbb egy nemzetközi fesztivál tervét vitte barátai elé, majd a Te Deum előadására tett kísérleteket, végül egy új filharmóniai társaság létrehozására gondolt.
A londoni Filharmóniát abban az időben Michael Costa, a Covent Garden operaház igazgatója vezette. Berlioz, szokása szerint, hamar összezördült vele: élesen bírálta operaelőadásait, a színre kerülő darabok zenéjének megcsonkítását, az eredeti szöveg megváltoztatását. Csakhamar támogatókra talált a Beale kiadó, Ella, a Musical Union igazgatója és Barnett, a Morning Post zenekritikusa személyében, akik már régóta egy rivális zenekar létrehozásán fáradoztak. Az új filharmónia szervezkedni kezdett. Amikor Marie-val július végén visszautazott Párizsba, Berlioznak reményei lehettek, hogy a következő évadban már az új együttes karmestereként léphet az angol közönség előtt. Ugyancsak londoni tartózkodása alatt kezdte írni azon cikkeit, amelyeket a következő év januárjában Zenekari esték címmel adott ki egy kötetben.
Miután visszatért Párizsba, a Benvenuto Cellini partitúrájának átdolgozásán kezdett el munkálkodni, ezt ugyanis Liszt elkérte, hogy Weimarban a német közönségnek is bemutassa. Szeptember elejére készen állt a javításokkal, és úgy tervezte, hogy a februári bemutatón személyesen is részt vesz, hacsak akkor már nem kell Angliában lennie a New Philharmonic Society élén. Közben Párizsban vesztegelt. Nagy csalódás volt számára, hogy Napóleon Lajos párizsi bevonulásakor nem az ő műve hangzott fel a Notre-Dame katedrálisban. Ugyanakkor veszélyeztetve érezte magát, ugyanis 1848-ban pontosan Napóleon Lajos ellenlábasának, Marrastnak dicsőítésére vezényelt Versailles-ban.
A weimari bemutató a tenor betegsége miatt elhúzódott, Londonból viszont megérkezett a meghívás: márciusban már vezényelnie kell. Mivelhogy külföldre való szerződése azt jelentette volna, hogy az új rendszer elől szökik, előbb hűségnyilatkozatot tett a császár személyi titkárságán. Londonba utazott, ahol arról értesült, hogy március 20-án Weimarban Liszt diadalra vitte a Benvenuto Cellinit. Négy nap múlva ragyogó sikerrel vezényel a Filharmónia első bérleti estjén.
A szezon végén, a sikerek ellenére, a pénzügyi várakozások nem teljesültek, aminek az volt az oka, hogy Berlioz túl nagy és költséges műveket választott műsorára, emiatt a bevétel alatta maradt a várakozásnak. Beale nem újította meg a szerződését. Értesült arról, hogy Liszt Weimarban Berlioz Hetet rendez, és novemberben odautazott. Részt vett a Benvenuto Cellini két előadásán, majd elvezényelte a Rómeó és Júliát és a Faust elkárhozását. Jelen volt mellszobrának leleplezésén is, valamint megajándékozták egy ezüst karmesteri pálcával. Ezt követően Párizsba tért vissza. Néhány hónap múlva Liszt értesítette, hogy előadja a Lear király nyitányt, és London is jelentkezett, a Covent Garden olasz fordításban készült bemutatni a Benvenuto Cellinit. Odautazott, Weimar után diadalt remélt itt is. Június 25-én vezényelte a művet, az előadáson Victoria királynő is jelen volt. Az előadást az első ütemektől kezdve fütty és pisszegés kísérte. Mivel Costa, a Covent Garden igazgatója a sajtót „elfelejtette” meghívni a bemutatóra, másnap kedvezőtlen írások jelentek meg róla a napilapokban. Berlioz visszavonta a művét, de ez az eset nem ingatta meg a műbe vetett hitét. Rövid párizsi tartózkodás után Baden-Badenbe utazott, ahol a kaszinó igazgatójának felkérésére a Faust első felét és a Római karnevál nyitányt vezényelte. A fogadtatás nem is volt annyira fontos Berlioz számára, mint a pénzbeli jutalom, illetve a felkérés, hogy minden idényben hangversenyezzen. Októberben Karlsruhéban Liszt Ferenc részleteket vezényelt a Rómeó és Júliából. Berlioz Braunschweigban, Hannoverben, Lipcsében és Brémában hangversenyezett. Decemberben visszautazott Párizsba Harriet súlyos betegsége miatt. Az asszony 1854. március 4-én meghalt.

### AKrisztus gyermekkora

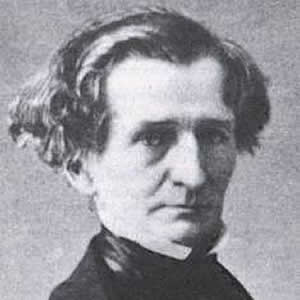
Berlioz 1854-ben

Március végén Marie-val vonatra ült Németország felé. Hannoverben, Braunschweigban ismét diadalt aratott, de Drezdában keményen meg kellett harcolnia a sikerért: a Faust diákdala megbotránkoztatta a kritikusokat. Liszt segítsége ide is elért, tanítványa, Hans von Bülow vette pártfogásába: azon fáradozott, hogy Weber és Wagner utódjaként, a drezdai színház karmesteri posztját Berliozzal töltsék be. A zeneszerző elhárította az amúgy sem hivatalos meghívást. Ebben közrejátszott Marie egy meggondolatlan kijelentése is, ami Bülow neheztelését váltotta ki. Wagnerről volt szó, aki egyik írásában Berlioz művészetét egyszerűen „zenekari mechanizmusnak” titulálta, és aki a Benvenuto Celliniről így írt Lisztnek: „Mi ér többet? Benvenuto vagy Berlioz? Hagyd elbukni az egyiket, hogy megmeneküljön a másik… Hidd el, szeretem Berliozt, bár ő bizalmatlan irányomban… Ha van komponista, akitől várok valamit, akkor az Berlioz. De akkor nem, ha azt az utat követi, amely a Faust szimfónia laposságaihoz vezetett…” Bülow sértődötten írta Lisztnek: „Jó lenne talán emlékeztetni Berliozt, hogy legelső és legőszintébb barátai, akiket Drezdában talált, … már régóta Wagner pártjához tartoztak. Berliozné locsogása Wagnerről eléggé felingerelt…” Pedig Marie szavaiban, anélkül, hogy tudta volna, sok igazság volt. Wagner úgy alkotott véleményt a Benvenuto Celliniről és a Faustról, hogy soha nem hallotta ezeket a műveket, sőt még a partitúrákat sem olvashatta, hiszen akkor még mindkettő kézirat volt. Berlioz viszont, az emigráns Wagner helyzetén segítendő, jóindulatú bevezető szavak kíséretében közölte Liszt lelkes Tannhäuser-elemzését a Journal des Débats-ban. Ebben a perben egyelőre Berlioz bizonyult igazabb, őszintébb barátnak és kollégának.
Visszatért Párizsba, ahol májustól június végéig új kompozícióján, a Krisztus gyermekkora című oratóriumon dolgozott. A trilógia középső darabja már néhány éve elkészült, ennek egy részét (L’Adieu des Bergers – A pásztorok búcsúja) már bemutatta álnéven a párizsi Szent Cecília Társaság egyik hangversenyén, majd Menekülés Egyiptomból címmel az 1852-ben kiadott teljes partitúrát vezényelte 1853 decemberében, Lipcsében, és nagy sikert aratott vele. Egy évvel korábban felvázolta a folytatást is, ebből alakította ki most a trilógia harmadik részét (Megérkezés Szaiszba). A legtöbb munka az első résszel volt. Július végén jelentette barátainak, hogy készen van az új mű. Az év hátralevő része a trilógia bemutatójának jegyében telt. Közben hazautazott szülőfalujába, rendezni apai örökségét, október 19-én pedig feleségül vette Marie-t.
December 10-én a trilógia bemutatója szenzációt keltett, végre a párizsiaknál is csatát nyert. A trilógiát két egymás utáni hangversenyen őszintén megtapsolták. Januárban még egyszer előadták. Sikerének következő állomása Hannover, majd Weimar volt, ahol a második Berlioz Hét alkalmával adták elő. Innen visszatérve Berlioz a brüsszeli közönséget is meghódította művével.
A Krisztus gyermekkora 1855. április 7-i előadását Berlioz a Te Deum főpróbájának tekintette, és a jó sajtóvisszhangot a nagy bemutató előtti hírverésre használta fel. Április 30-án először hangzott fel a Te Deum, óriási sikerrel. Lisztnek írott levelében úgy számolt be az előadásról, hogy az „szívébe harapott a közönségnek”. Június elején Londonba utazott, hogy két hangversenyt vezényeljen az Új Filharmónia élén. Itt találkozott Wagnerrel, akit a Régi Filharmónia szerződtetett nyolc hangversenyre. Az angol sajtó megpróbálta egymás ellen uszítani a két zeneszerzőt. A két fél egy ideig hallgatásba burkolózott, de a rivalizálás szelleme csakhamar rájuk is hatott. Meghallgatták egymás előadásait: Wagner túl középszerűnek találta Berlioz Mozart-interpretációját, Berlioz pedig túlzottan szabatosnak találta Wagner technikáját. Több heti néma vetélkedés után egy muzsikus közbenjárásának köszönhetően a két zeneszerző személyesen is találkozott. „Erről a találkozásról új barátom iránti mélységes rokonszenvvel tértem haza. Szerencsétlen sorstársra ismertünk egymásban, és én úgy találtam, hogy még mindig én vagyok a boldogabb.” – írta Wagner a találkozásról, és meghívta új barátját Zürichbe. Berlioz óvatosan kitért a meghívás elől Marie miatt, aki továbbra is gyanakvóan tekintett a német mesterre. Barátságukat azonban beárnyékolta, hogy néhány nap múlva egy angol zenei szaklap fordításban közölte Wagner Opera és dráma című kötetének Berliozról szóló kritikáját.

### A trójaiak

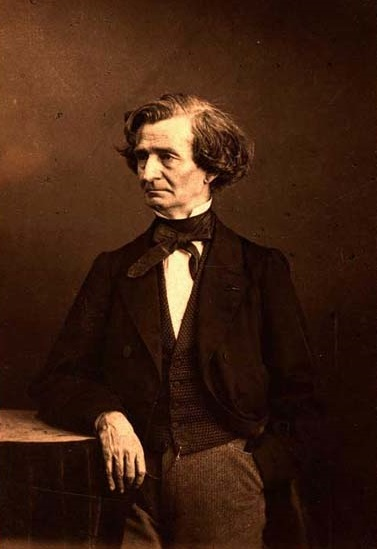
Berlioz 1860-ban

Életvitele miatt egyre gyakrabban jött elő gyomorbaja, később az ideg-összeroppanás is megkörnyékezte. A következő évek hangversenyei, próbái, utazásai között rengeteg időt töltött ágyban, nemritkán hosszú hetekig szobájához láncolta a fájdalom, és ebben az időben mind gyakrabban jelentkezett nála a búskomorság.
Az 1856-os év a szokásos tárcaírásokkal és a németországi koncertekkel indult, de váratlan eseményben lett része, miután Adolphe Adam halálával megüresedett egy hely a Conservatoire-ban, Berlioz pedig megkapta a felvételhez szükséges szavazatokat.
Áprilisban nekikezdett egy Vergilius nyomán írandó opera komponálásához. Wagner hatására úgy döntött, hogy saját maga írja meg a szöveget és a zenét is. Berlioz áprilisban felvázolta a mű tervét, májusban már a verseket írta, a következő hónapokban teljes egészében elkészül a librettó, és júniusban megírta az első zeneszámot. Nyáron félretette a komponálást, ugyanis júniusban a Római-díj zsűrijében vett részt (ekkor nyert Bizet), augusztusban pedig Baden-Badenben hangversenyezett. A művén, amelynek A trójaiak címet adta, augusztusban kezdett ismét dolgozni. Az opera következő év márciusára teljes egészében elkészült. Hiába kért kihallgatást a császártól, kérvényében illetlenül támadta a császári Operaházat, nem is bocsátották az uralkodó színe elé. Az előadásra tehát semmi reménye nem volt. Tovább csiszolgatta a művet, folytatta emlékiratait, ekkor írta meg a stílusáról és alkotómódszeréről szóló vallomásszerű kritikáját is.
Húsvét előtt már szinte hagyományosan Párizsban vezényelt műveiből, júniusban Bordeaux-ban vezette a Szent Cecília Társaság ünnepi estjét, augusztusban ismét Badenben dirigált. Az utóbbi hangverseny műsorán felhangzott A trójaiak két részlete is. Visszatérése után az opera igazgatója hívatta, de nem az antik zenedráma ügyében. Gluck Orpheusza partitúrájának megtisztítására kérte fel az évtizedek óta hozzáragadt hamisításoktól, átírásoktól, illetve megbízta a mű betanításával is. Az Orpheuszt korrepetálta, amikor Párizsba érkezett Wagner, hogy az Operában bemutassa a Tannhäusert.
A hangverseny előtt négy nappal elküldte Berlioznak a Trisztán és Izolda partitúráját, amelyet „a Rómeó és Júlia kedves és nagy szerzőjének” ajánlott. A hangversenyen Berlioz is megjelent. A rákövetkező napokban a francia kritika maró dühvel rontott Wagnernak („hiábavaló akarás, amely nem vezet semmihez”), egyedül az írók voltak fogékonyak a „jövő zenéje” iránt, többek között Charles Baudelaire. Wagner lázba hozza a franciákat. Nemigen tudták, mit akar, de ahhoz túlságosan jelentősnek érezték, hogy hallgassanak róla. Berlioznak is állást kellett foglalnia, a zenésztársadalom kíváncsian várta a legtekintélyesebb francia kritikus és zeneszerző véleményét. Berlioz meghallgatta a második Wagner-estet is, és február 8-án megírta cikkét a Journal des Débats-ban. A zenésznek igazságot szolgáltatott, dicsérte, ragyogónak és pompázatosnak írta le a német zeneszerző műveit, és megemlékezett Wagner zenedrámai koncepciójáról is. Wagner ekkor ismerte fel, hogy Berlioz tulajdonképpen nem vetélytársa, és egy Lisztnek címzett levelében így írt róla: „Gyengéd és mélységesen érzékeny. Annyira, hogy az emberek csak megsebezhetik, csak visszaélhetnek beteges ingerlékenységével… Környezete befolyása hatalmas eltévelyedésekbe rántja, s … anélkül, hogy tudná, önmagát sebzi meg … Berlioz alkalmat adott arra, hogy egy anatómus pontosságával figyeljem meg: mint tehet tönkre egy gonosz asszony egy páratlan embert, hogyan züllesztheti le egészen a nevetségességig … Cikkét olvasva felismertem, hogy tehetséggel gazdagon megáldott ember csak magasrendű emberben találhat megértő barátra; és arra a következtetésre jutottam, hogy ma mi triászt képezünk, mert mind a hárman hasonlóak vagyunk. Ez a hármas Belőled, Belőle és belőlem áll. De óvakodjunk attól, hogy ezt megmondjuk Berlioznak: rögtön kapálózik, mihelyt erről beszélnek neki. Egy isten, aki ily kegyetlenül szenved, nem egyéb szegény ördögnél!”
Berlioz magánéletében rossz idők következtek. Betegsége gyötörte, márciusban meghalt második testvére is, fiáról, aki időközben katonaként egy hajóra szegődött, semmi hírt nem kapott, A trójaiak bemutatójára semmi remény nem volt. Ugyanakkor úgy érezte, hogy operai téren semmit sem sikerült bizonyítania. A francia operavilágot abban az időszakban Meyerbeer valamint a feltörekvő Offenbach uralták. Ugyanakkor neheztelt is Wagnerra, amiért a Tannhäuser bemutatójára 160 000 frankot kapott a császári kincstárból, őt pedig meg sem hívták az előadásra. A Wagner-ügy egyik legsúlyosabb rögeszméjévé vált életében, annyira, hogy a Tannhäuser párizsi bukását örömmel könyvelte el. Wagner kudarca azonban semmit sem oldott meg Berlioz életében. 1861 őszén új megbízást kapott, Gluck Alkésztiszének felújítását.
1862 első felében egy vígopera írásába kezdett Shakespeare Sok hűhó semmiért című komédiája nyomán, Beatrice és Bénédict címmel. Az operát augusztus 9-én hatalmas sikerrel vitték színre Baden-Badenben.
1862 júniusában váratlan hirtelenséggel második feleségét is elvesztette.

### Utolsó évei

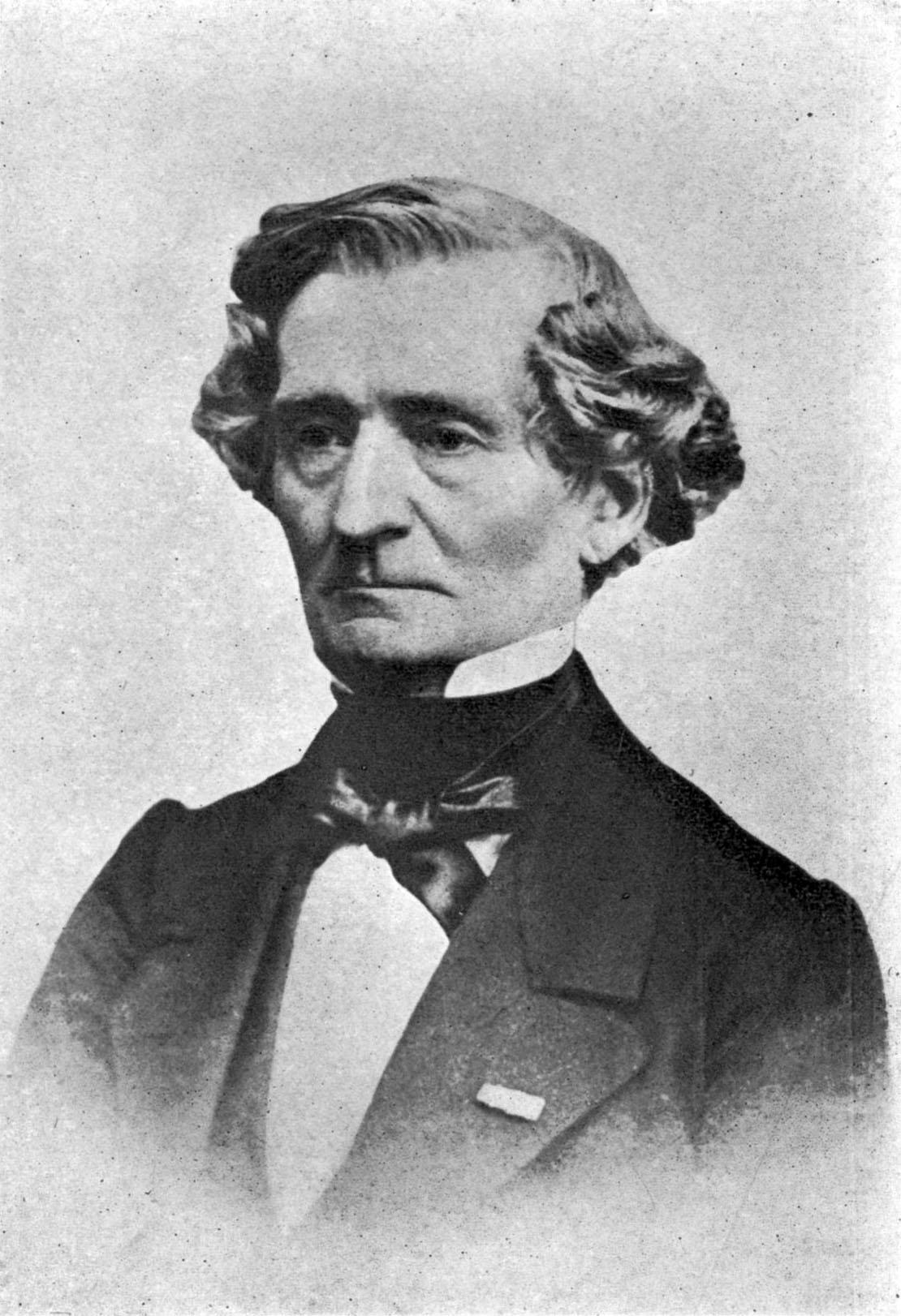
Berlioz 1864-ben

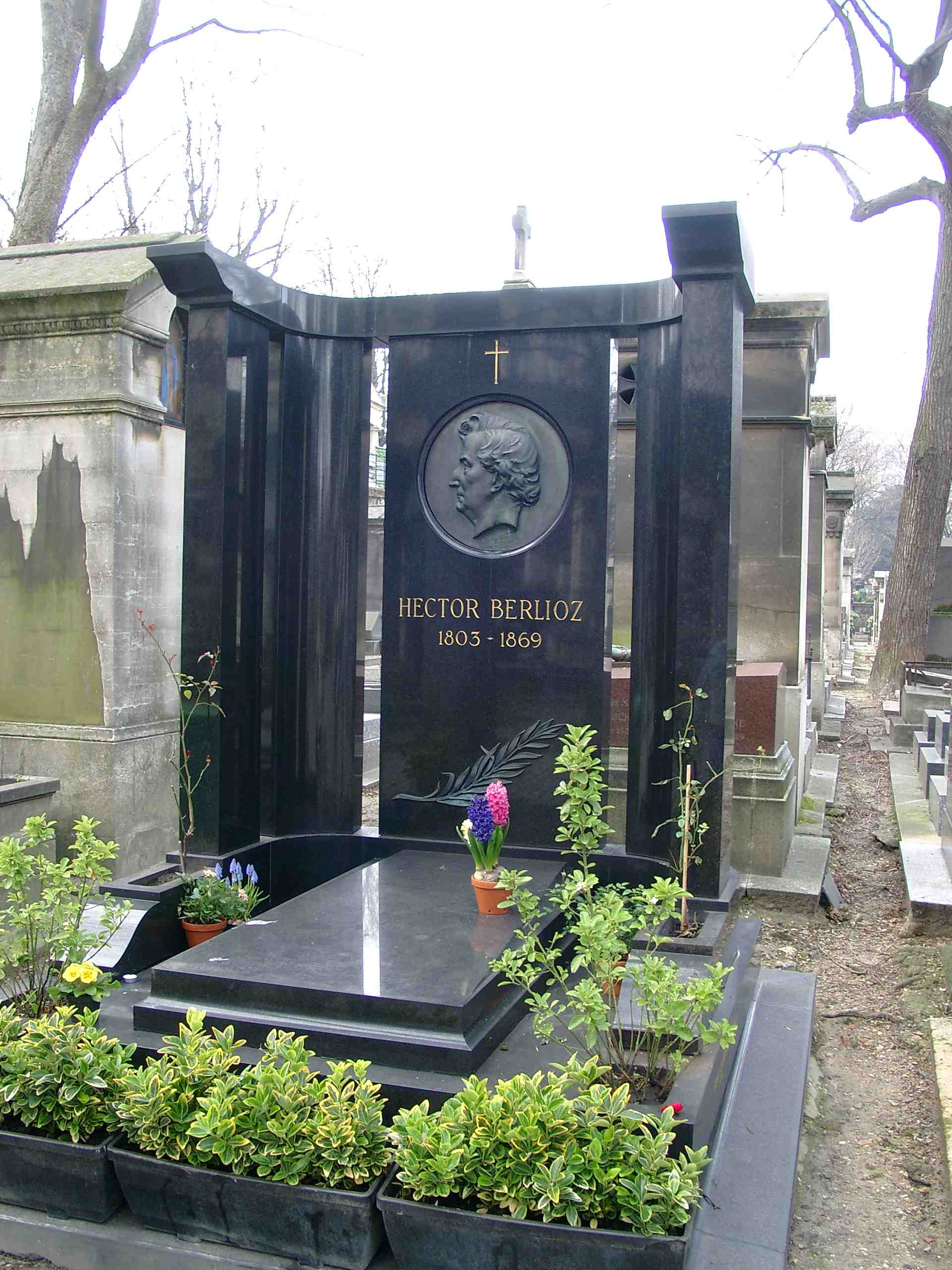
Berlioz sírja a montmartre-i temetőben

1863-ban Weimarba utazott, és ott is bemutatta vígoperáját. Útban hazafelé, szokása szerint többször is megállt. Strasbourgban egy nyári fesztivál próbáit kezdte meg, oratóriumát júniusban többezres tömegek ünnepelték. Párizsban a Théátre Lyrique-ben végre sikerült bemutatnia A trójaiak-at. A sok javaslat és tanács hatására Berlioz háromfelvonásossá alakította át az öt felvonásra tervezett művet, helyettük egy új zenekari nyitányt és prológust írt. A művet 1863. november 4-én mutatták be. A számos, elsősorban műszaki akadály ellenére a darabnak nagy sikere volt. A sajtó is jól fogadta az operát. A második előadáson, hogy egy hosszadalmas színváltozást elkerüljenek, elhagyták az opera kimagasló szimfonikus-pantomimikus közjátékát, a Vihart és a Királyi vadászatot. A harmadik előadáson Berlioz már nem vehetett részt a betegsége miatt. Amikor december elején újból látta művét, már tíz kegyetlen húzás éktelenítette el, és ami ennél is nagyobb csapást jelentett, a Choudens kiadó ebben a formában akarta kiadni. Az opera 22 alkalommal került színre. Nem volt Meyerbeeréhez fogható diadal, de a pénzjutalom elegendő volt ahhoz, hogy végleg abbahagyja a tárcaírást. Berlioz operájának félsikerét majd elfeledését az okozta, hogy kissé későn született meg. Ha pályája kezdetén, 1830 körül, Meyerbeer színre lépése előtt, vagy legalábbis vele és a fiatal Wagnerral egy időben lépett volna fel mint színpadi zeneszerző, lett volna közönsége. A Trisztán és Az álarcosbál éveiben A trójaiak nem hozhatott diadalt szerzőjének. Berlioz művészpályájának talán legfontosabb belső tragédiája volt, hogy első operájának kudarca elzárta előtte a színpadot, így mint szimfonikus művész fejlődött mesterré, és zseniális drámai készségét, kifejezőerejét nem érlelhette meg az operaműfajban.
Amikor a Théatre Lyrique színpadán Berlioz operáját követően már Verdi Rigolettója aratott sikereket, a zeneszerző, Marie édesanyjára bízva magát, többnyire betegeskedve a lakásán feküdt. Zeneszerzői pályája véget ért. Többé sohasem komponált, hatvanadik életévében elbúcsúzott a kottapapírtól.
Zenekari és kórusműveinek minden birtokában levő szólamát elküldte a Conservatoire-ba. Ereje rohamosan fogyott, csak emlékeinek élt. Januárban hivatalos végzést hozott a postás: a régi montmartre-i temetőt kiürítik, gondoskodnia kellett felesége áthantolásáról. Február 3-án Harriet földi maradványait a másik montmartre-i sírkertbe, Marie koporsója mellé kísérte. Márciusban végleg búcsút mondott a Journal des Débats-nak. Augusztus 15-én a Becsületrend tisztjévé avatták. Augusztus végén hazautazott szülőföldjére, megkereste és megtalálta első szerelmét, Estelle-t. Lyonban találkoztak, az asszony 67 éves volt ekkor. Megértette, mi hozta hozzá a férfit, de megijedt szenvedélyétől, és attól is tartott, hogy ez a nem hozzájuk illő érzés családja előtt nevetségessé teheti. Az első találkozás után elzárkózott, Berlioz hiába könyörgött, hogy fegyelmezett lesz és csak barátságot kér, az asszony a fiához költözött Genfbe. Berlioz itt is meglátogatta. Megegyeztek: Estelle vállalta szerepét, és utolsó lelki társa lett a beteg zeneszerzőnek. Néha-néha találkoztak, és rendszeresen írtak egymásnak. (Berlioz és Estelle találkozásáról Hubay Miklós drámát írt Ők tudják, mi a szerelem címmel. Ádám Ottó rendezésében kétszer is (1964, 1983) tévéjáték készült belőle, mindkét alkalommal Berlioz szerepében Sinkovits Imre, Estella szerepében Tolnay Klári.)
1866 elején egy új megbízást kapott a Theatre Liriqyue-től, Gluck Armidájának felújítását. A terv azonban nem valósult meg, a próbák megszakadtak. 1867-ben Brüsszelbe utazott, hogy részt vegyen egy misepályázat zsűrijében; visszatérve ismét egy Gluck-felújításba kezdett: Alkésztisz. Egykori fiatalsága minden lelkesedését beleadta a betanításba, és az októberi bemutatót személyes diadalának tekintette. 1866 utolsó hónapjában Bécsbe utazott a Faust elkárhozása előadására.
1867 februárjában egy kölni utazásra szánta rá magát, meghallgatni a Harold Itáliában-t. Júliusban utoljára zsűrizett a Conservatoire-ban. A hó végén kapta a hírt, hogy Louis fia, 33 éves korában, június 5-én, sárgalázban meghalt.
A következő évben meghívást kapott Jelena Pavlovna Romanova orosz nagyhercegné jóvoltából Szentpétervárra. Novemberben adta az első hangversenyt, de négy koncert után Moszkvába is elment, hogy tízezer ember előtt vezényeljen. 1868. február 15-én indult vissza Párizsba, majd onnan Nizzába és Monte-Carlóba. Itt kétszer is vértolulás érte. Március közepén betegen tért vissza Párizsba. Hosszas ágyban fekvés után augusztusban utoljára ment el Párizsból, nem akarta megbántani földijeit, akik Grenoble-ba hívták, hogy egy dalosverseny zsűrijében elnököljön. Októberben Léon Kreutzer, novemberben Rossini halálhírét hallotta. Ebben a hónapban hagyta el utoljára otthonát, a Conservatoire-ban zsűrizett. December-januárban rendkívül legyengült. Az utolsó napokban állandóan aludt, 1869. március 8-án déli fél egykor örökre elszenderült. Március 11-én temették el, a Becsületrend tisztjének kijáró végtisztességet kapott. A montmartre-i temetőben helyezték örök nyugalomra.

## Művészete és hatása
Berlioz esztétikájának és művészetének kialakulása egybeesik a júliusi forradalommal és a francia irodalom nagy romantikus nemzedékének zászlóbontásával. Az 1829-et követő néhány évben írta vagy vázolta fel valamennyi jelentős alkotását. Zenéjét áthatja a forradalom pátosza és monumentalitása. Környezete, tanulmányai, olvasmányai, élményei és rapszodikus, szenvedélyektől fűtött egyénisége egyaránt romantikus művésszé érlelték.
Az új zene, a musique descriptive esztétikáját, a drámai és programzene igényét professzorától, Letől tanulta, de ezt a tanítást ő tette jelentékennyé és útmutatóvá az összeurópai zenei fejlődés számára. Drámai és programtörekvéseinek megfelelően a színház és a nagyzenekar kötötte le érdeklődését. Berlioznál az alkotás és a valóság viszonya szinte vakmerően közvetlen. A maga életét öntötte zenébe a látomás erejével. A Fantasztikus szimfóniában reménytelen szerelme kárpótolta magát a be nem teljesült vágyakért, a Lelióban megszabadulásáról, újjászületéséről vallott. Irodalmi élményből született a Faust elkárhozása, a színpad és közönség lázas találkozásából pedig a Rómeó és Júlia. Második szimfóniájában itáliai úti élményét és George Byron Childe Haroldját dolgozta össze. A Gyász és Diadal-szimfónia, a Requiem, a Te Deum, a Rákóczi-induló a forradalmi időkkel való végzetes erejű találkozásból született. Ezekből az élményekből műveiben drámai jelenetek alakulnak: mindegyik egy-egy adalék Berlioz romantikus képzeletvilágához, amely leginkább Victor Hugo és Eugène Delacroix regényes látomásainak rokona.
Programjainak megvalósítása közben folytonosan új ösvényeket vágott. Élményeinek belső ritmusa nem egyezett a zenei műfajok és formák törvényeivel. A drámai zene lendülete minden művében új partok felé sodorta. Életművének alapvető problémája a zene egyesítése a programmal, a drámával. Ez magyarázza különös műfajait (program-szimfónia, szimfonikus költemény, drámai szimfónia, drámai legenda). Ez világít be formálásába is, amelyre a program és a tiszta zenei formák közötti egyensúly bizonytalansága jellemző.
Zenéjében sok az illusztratív anyag, amely gyakran megtöri vagy megterheli a formálást. Berlioz kevéssé érzékeny az intim hatások, a mozaiktechnika, az árnyalati finomságok iránt, inkább plakátokat fest, roppant hangzattömböket görget, freskóin hatalmas tömegek hömpölyögnek. Kora tanította meg arra, hogy tisztelje a monumentalitást. Új színekkel, hangzással, nyers plebejusi tónussal, tömb- és freskótechnikával merőben új drámai zenét teremtett. Mindehhez inkább zsenialitása, mintsem alapos, minden oldalú mesterségbeli tudás segítette hozzá. Harmóniavilága nagy kortársaihoz képest szegényes, hármashangzatok alkotják alapját. Bizonyos kromatikára való hajlam és váratlan modulációk adják egyéni jellegzetességeit. Dallamainak nagy része illusztráló téma, legjelentékenyebbek közöttük a hangszeres deklamációk. A programtól független melodikus invencióját sokszor lerontja a kor operai, teátrálisnak ható dallamossága. Jelentőssé csak néhány motívuma lett. Valóban szép, nagy dallamot csak egyszer-kétszer sikerült leírnia. Gazdagabb a ritmikus leleménye. Kedvelte az aszimmetriát, szívesen tarkította szinkópákkal a súlyokat, váratlan szüneteket iktatott közbe.
Zenéjének kifejezőereje elsősorban zseniális hangszínérzékéből és hangszerelés-tudásából táplálkozik. Rendkívüli érzéke volt a hangszerek sajátos színe, karaktere és drámai kifejezőereje iránt. Addig nem ismert hatásokat fedezett fel, új módon keverte egyes hangszerek és hangszercsoportok színeit, a zenekart víziók festésére is alkalmassá tette. Gondolatai eredetileg is hangszínekben születtek; kivonatban elvesztik legsajátosabb jellegüket.
Életműve zsenialitása ellenére sem lett népszerű. Az 1848 utáni nemzedék már nem értette meg állandó romantikus lángolását, forradalmi pátoszát. Műveinek programja, különleges, bizarr képei hovatovább mind idegenebbé váltak, abszolút zenei értéküket pedig a műfajok, a formák, a nyelv egyenetlenségei homályosították el. A mai hallgató számára Berlioz zenéjét néhány mű, még inkább néhány tétel képviseli, bálzenék, fantasztikus táncok, indulók, a boszorkányszombat vagy az utolsó ítélet látomásai, a Mab-scherzo vagy a Rómeó és Júlia másik részlete: a kertjelenet.
Zenetörténeti jelentősége ettől eltekintve jelentős, hiszen a 19. század reprezentáns műfajának, a szimfonikus költeménynek legfőbb előkészítője volt. Ebben és programszerűségébe Liszt Ferenc, a dráma és zene összeegyeztetésében pedig Richard Wagner előfutára. A késő romantika monumentalitásra törekvő zeneszerzői is leginkább az ő példája nyomán indultak el. Hangszerelő művészete máig utánozhatatlan: benne látják a modern zenekar megalapozóját.
Berlioz a 19. század egyik legbefolyásosabb karmestere volt, hírnevét tulajdonképpen ennek köszönhette. Kortársai, mint Charles Hallé és Hans von Bülow a kor legnagyobb karmesterének tartották. Berlioz tulajdonképpen azért nyúlt a karmesteri pálcához, mert idősebb és tapasztaltabb kortársai nem akarták műsorra tűzni progresszívnak tartott műveit. A mesterséget autodidakta módon sajátította el, de odafigyelt kortársainak (mint például Gaspare Spontini) építő jellegű kritikáira is. Mozdulatait Charles Hallé gazdaságosnak jellemezte, ami révén sokkal jobban ellenőrzése alatt tartotta a zenekart és zenét magát. A hangszereléstani írásából is kitűnik, hogy kiválóan ismerte az egyes hangszerek képességeit és helyét egy zenekaron belül. Mindezek ellenére Berliozt soha nem alkalmazták hivatalosan állandó karmesterként, mindössze csak meghívottként vezényelt különböző alkalmakkor. 1835-ben a párizsi zenegimnázium vezetősége felajánlotta neki a zeneigazgatói állást, azonban a forradalom kitörése miatt nem sikerült elfoglalnia azt. Műveinek külföldi bemutatóin is rendszerint ő maga vezényelt, így tett szert nemzetközi ismertségre. Karmesteri művészete képezi az alapját a tiszta és pontos francia karmesteri iskolának, amelynek jelentős képviselői többek között Pierre Monteux, Désiré-Émile Inghelbrecht, Paul Paray, Charles Munch, André Cluytens, Pierre Boulez és Charles Dutoit.

## Írásai

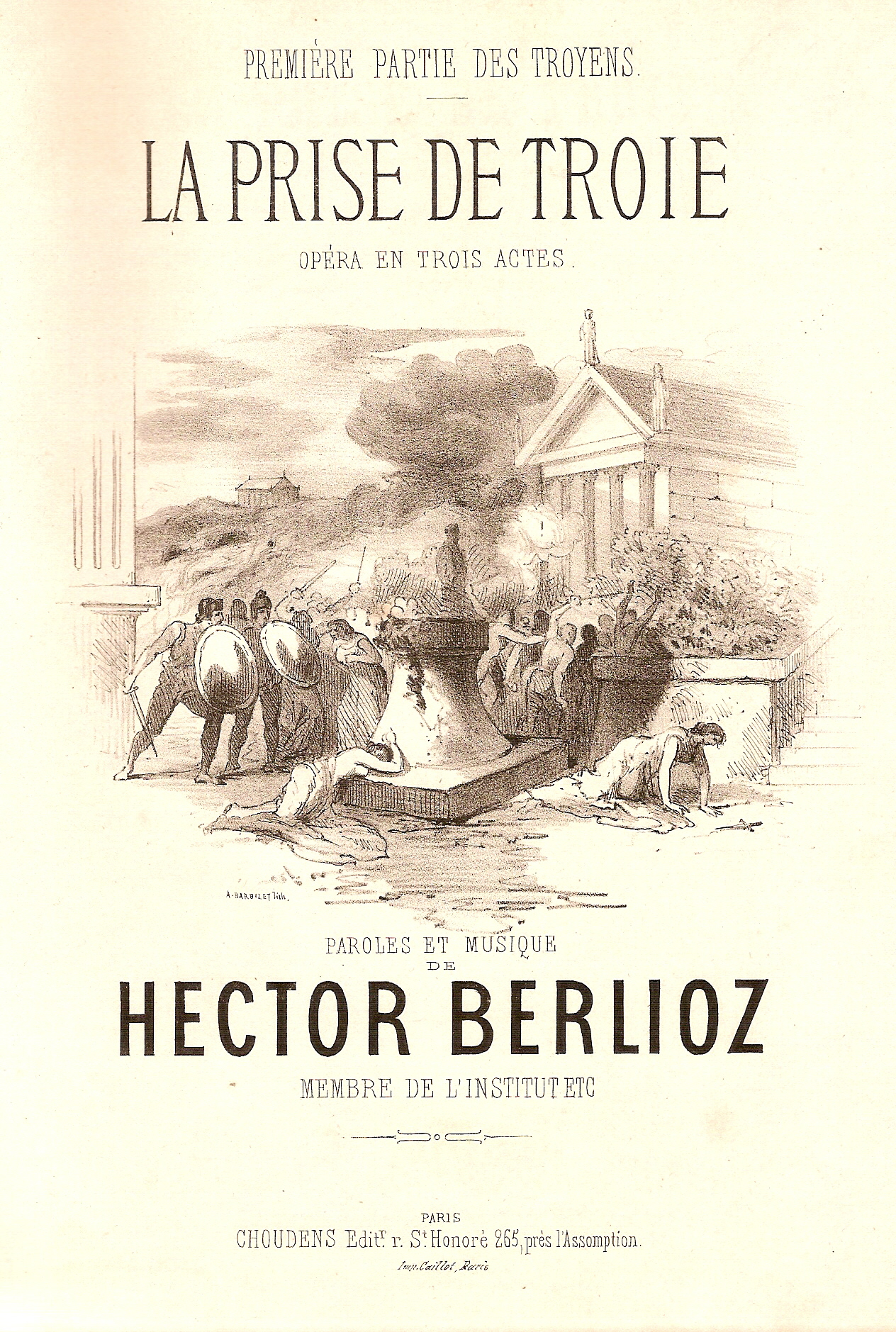
A trójaiak címlapja

Berlioz nemcsak a zenével foglalkozott, hanem írással is. Éveken keresztül zenei recenziók írásából tartotta fenn családját. Bátor hangvételű, alapos, néha szarkasztikus írásait a Rénovateur, a Journal des débats és a Gazette musicale lapjain publikálta. Több mint harminc éven át volt a Journal des débats szerkesztője. Utolsó írása 1863-ban jelent meg.
A Gazette musicale-nak rövidebb-hosszabb időszakokban főszerkesztője is volt. Ezt a helyzetet kihasználva számos zenetörténeti írást is publikált, nem csak kortárs zeneszerzők műveinek recenzióit. Ennek ékes példája a Gluckról és művészetéről 1831–35-ben megjelent hét cikkből álló sorozat.
Egyéb írásai között található a Les soirées de l’orchestre (Esték a zenekarral), az 1852-ben publikált szatíra, amely a 19. századi Franciaország vidéki zenei életét mutatja be. Legjelentősebb munkája azonban a Hangszereléstan (Grand traité d’instrumentation et d’orchestration modernes), amely egy pedagógiai jellegű mű, és amelyet a Gazette musicale hasábjain publikált sorozatban. Ebben Berlioz a hangszerek technikai aspektusait mutatja be, ugyanakkor kitér ezek helyére a zenekaron belül. A mű példák révén mutatja be az alkalmazható vagy ajánlott technikákat. Ezek a példák nagyrészt saját szerzemények, de találhatók közöttük Mozart, Wagner, Beethoven és Gluck művek is.
Önéletrajzi írásának, a Mémoires-nak egy részét 1870-ben a Journal des débats valamint az Le monde illustré adta közre. A mű révén az olvasó betekintést nyerhet a romantikus zene világába, annak egyik legjelentősebb képviselőjének szemszögéből.

## Öröksége
Bár halála után Berlioz soha nem került le teljesen a repertoárról, mindössze néhány darab és egyetlen nagyszabású mű, a Fantasztikus szimfónia képviselte alkotásait. Noha Franciaországban a 19. században hanyagolták, Berlioz zenéjét gyakorta említették a szimfónia, a hangszerelés és a programzene egyik úttörőjeként. Zenéjét a romantikus zene beteljesedéseként is számon tartják. Liszt Ferenc és Richard Wagner mellett korának egyik úttörő zeneszerzője volt. Liszt csodálta őt, Wagner eleinte tartózkodó volt, viszont később egy Lisztnek írt levelében már magával egyenértékű zeneszerzőnek titulálta. Berlioz hatása Wagner művészetében leginkább a hangszerelés terén, valamint a hagyományos szimfóniaformák megtörésében mutatkozik meg. A Fantasztikus szimfóniában használt idée fixe mintegy előrevetíti a Wagner által tökéletesre fejlesztett vezérmotívum-technikát. Liszt Ferenc a francia zeneszerzőben szövetségesét látta a klasszikus zene megújításáért indított forradalmi mozgalmában. Születésének századik évfordulóján, 1903-ban, művészetét még sokan vitatták, hírneve eltörpült kora híres német zeneszerzői mellett. Volt néhány nagy propagátora, mint Felix Weingartner, de a második világháborút követő újrafelfedezéséig Berlioz a háttérbe szorult. A műveit az 1960-as években kezdték újra felfedezni és átértékelni. Angliában különösen erős reneszánsza volt, még az operáit is műsorra tűzték, nagy sikerrel. Ennek egyik fontos momentuma A trójaiak színrevitele volt 1957-ben, a Covent Gardenben Rafael Kubelik vezénylésével. Ezt követően az opera elfoglalta a méltó helyét a nemzetközi repertoárban, és azóta a világ több színpadán is bemutatták. A trójaiak előadásával nyitották meg 1989. március 17-én az új párizsi operaházat, az Opéra Bastille-t. Az 1960-as és '70-es években Berlioz zenéjét elsősorban Charles Munch és Sir Colin Davis karmesterek népszerűsítették, akik lemezre vették összes munkáját, bemutatva ezáltal a közönségnek kevésbé ismert munkáit is. 2003-ban, a zeneszerző születésének 200. évfordulója alkalmából ismét lemezre vették műveinek nagy részét. Számos tanulmány jelent meg életéről, munkásságáról és örökségéről. Javasolták földi maradványainak áthelyezését a párizsi Panthéonba. Az ötletet az akkori francia elnök, Jacques Chirac is támogatta, de nem valósult meg. Róla nevezték el a 69288 Berlioz nevű kisbolygót.

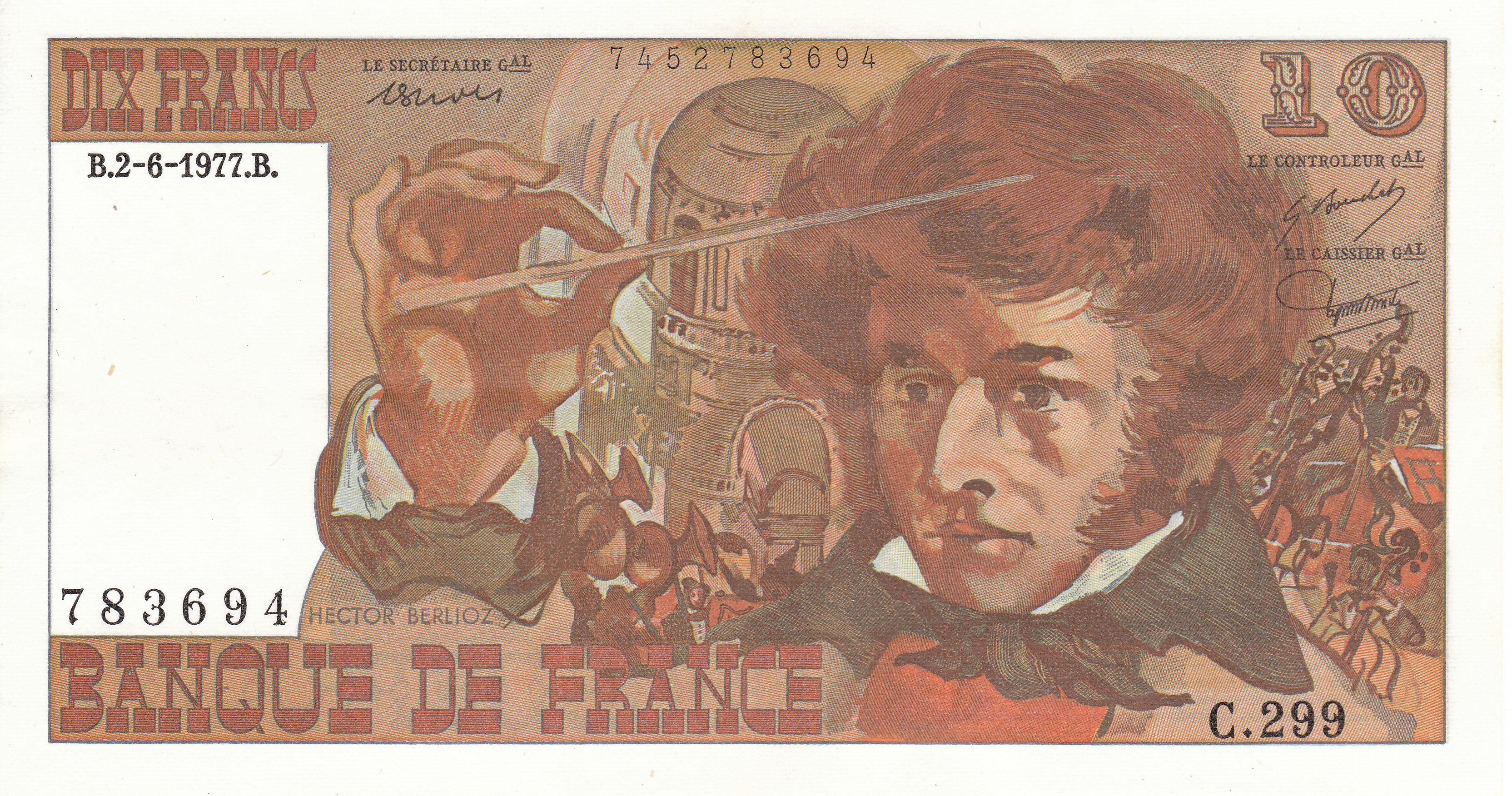
Francia 10 frankos bankjegy Hector Berlioz portréjával, a típust 1974 és 1980 között bocsátották ki.

## Művei

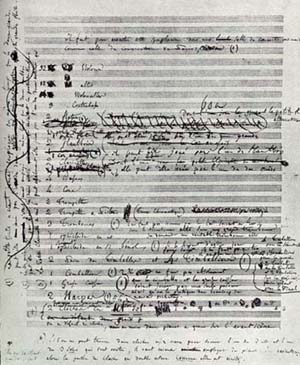
A Fantasztikus szimfónia kéziratának első lapja

### Zenei művek
Operák
- A vérbírák (Les francs-juges – 1826; csak részletek maradtak fenn)
- Benvenuto Cellini (1836–38)
- A vérző apáca (La nonne sanglante – 1841–47, befejezetlen)
- A trójaiak (Les Troyens – 1856–58)
- Beatrix és Benedek (1860–62)

Zenekari művek
- Wawerley. Nyitány, 1827–28
- Symphonie Fantastique (Fantasztikus szimfónia), 1830
- Le Roi Lear (Lear király). Nyitány, 1831
- Rob Roy. Nyitány, 1832
- Le Carnaval Romain (Római karnevál) Nyitány, 1844
- Marche funèbre pour la dernière scéne d’Hamlet (Gyászinduló a Hamlet utolsó jelenetéhez) 1848
- Le Corsaire (A kalóz). (Eredetileg: La Tour de Nice – A nizzai torony) Nyitány, 1831–44–55
- Marche troyenne (Induló A trójaiakból) 1860

Kantáták, oratóriumok, művek zenekarra és kórusra
- Resurrexit (a Miséből) 1824–31
- Scène héroique (Hősi jelenet) (La Révolution grécque – A görög forradalom) 1825–26
- Le Ballet des ombres (Az árnyak balettja) 1829
- Chant guerrier (Katonadal) 1829
- Chanson á boire (Bordal) 1829
- Chant sacré (Szent ének) 1829
- Huit scènes de Faust (Nyolc jelenet a Faustból). Kantáta, 1829
- Lélio ou le Retour á la vie (Lelio vagy visszatérés az életbe) 1831
- Méditation religieuse (Vallásos elmélkedés) 1831
- Le Cinq Mai (Május 5) 1830–32
- Quartetto e coro dei Magi (A háromkirályok négyese és kórus) 1832
- Sara la baigneuse (A fürdő Sára). Ballada, 1834
- Requiem, 1837
- Roméo et Juliette (Rómeó és Júlia) Drámai szimfónia, 1839
- Symphonie funèbre et triomphale (Gyász és Diadal szimfónia) 1840
- Hymme à la Francé (Himnusz Franciaországhoz) 1844
- Chant des Chemins de fer (Vasutas dal) 1846
- La Damnation de Faust (Faust elkárhozása) Drámai legenda, 1846
- L'Apothéose (Hősi ének a Symphonie funébre-ből)
- La mort d’Ophélie (Ophelia halála) 1848
- Te Deum, 1849
- Le chant des Bretons (A bretonok dala) 1850
- La menace des Francs (A frankok fenyegetése) 1851
- L’Enfance du Christ (Krisztus gyermekkora). Oratórium, 1850–54
- L’Impériale (A császári). Eredetileg: Le dix décembre – December 10. 1854–55
- Prière du matin (Reggeli ima) 1855
- Hymme pour la consécration du nouveau Tabernacle (Himnusz az új Tabernaculum felszentelésere) 1859
- Le Temple universel (Egyetemes templom) 1860
- Tantum ergo. Veni creator (?) (Két motetta)

Hangszerszóló zenekarral
- Harold en Italie (Harold Itáliában) Szimfónia brácsaszólóval, 1834
- Rêverie et caprice (Álmodozás és capriccio) Hegedűre, 1839

Szólóének és zenekar
- Herminie, 1828
- La mort de Cléopâtre (Kleopátra halála) 1829
- La belle voyageuse (A szép utasnő) 1834
- Le jeune pâtre breton (Az ifjú breton pásztor) 1834
- La captive (A rabnő) 1834
- Nuit d’Été (Nyári éj) 1834–56
- Zaïde. Boléro, 1850
- La mort d’Ophélie (Ophelia halála) 1850

Áriák, együttesek és dalok
- Toi qui l’aimais, verse des pleurs (Te, aki szeretted, sírjál) 1825
- Le Maure jaloux (A féltékeny mór) 1825
- Le Dépit de la bergére (A pásztorlány haragja) 1825
- Le Pécheur (A halász) (Bekerült a Lélióba) 1828
- Amitié, reprends ton empire (Barátság, vedd vissza birodalmad) 1828 k.
- Le Montagnard exilé (A száműzött hegyi lakó) 1828 k.
- Canon libre a la quinte (Szabad kvint-kánon) 1828 k.
- Pleure pauvre Colette (Sírjál, szegény Colette) 1828 k.
- Hélène. Ballada, 1829
- Irlande (Írország) 1829–30
- Le jeune pâtre breton, 1831
- Chant du bonheur (A boldogság dala) (Bekerült a Lélióba) 1831
- La captive, 1832
- Nuits d’Été, 1838–41
- Les Champs (A mezők) 1834
- Je crois en vous (Hiszek önben) 1834
- Sara la baigneuse, 1834
- Premiers transports (Az első rajongások) (Bekerült a Rómeó és Júliába) 1838
- La belle Isabeau (A szép Isabeau) 1844
- Zaïde, 1845
- Le chasseur danois (A dán vadász) 1845
- La mort d’Ophélie (Ophelia halála) 1848
- Le chants des Bretons, 1850
- Le Matin (A reggel) 1850
- Petit oiseau (Kis madár) 1850
- Le trébuchet (A csapda) 1850

Vegyes művek
- Három darab harmóniumra:

1. Sérénade agreste a la Madone (Falusi himnusz a Madonnához) 1845
2. Hymne pour l’élévation (Himnusz Úr felmutatásra) 1845
3. Toccata, 1845

- Két fúga, 1829
- Recitativo Weber A bűvös vadászához, 1841

Feldolgozások
- La Marseillaise, 1830
- Weber: Felhívás keringőre, 1841
- Bortniansky: Pater noster. Adoremus, 1843
- Martini: Plaisir d'amour, 1849
- Schubert: Le Roi des aulnes (A rémkirály) 1860

### Irodalmi művek
- Études sur Beethoven, Gluck et Weber (Tanulmány Beethovenről, Gluckról, Weberről) 1843
- Voyage musical en Allemagne et en Italie (Zenei utazás Németországban és Itáliában) 1843
- Traité de l’instrumentation et d’orchestration modernes (Hangszereléstan) 1844
- Les soirées de l’orchestre (Zenekari esték) 1852
- Les grotesques de la musique, 1859
- A travers chants (Át az énekeken) 1862
- Mémoires, 1870